# Перед исповедью
«Пе́ред и́споведью» — картина русского художника Ильи Репина. В разное время она упоминалась в переписке автора, прессе или экспонировалась под названиями: «И́споведь», «Отка́з от и́споведи», «Отка́з от и́споведи перед ка́знью», «Свяще́нник у приговорённого». Картина создавалась автором с  1879 по 1885 год. Её сюжетной основой стало стихотворение Николая Минского «Последняя исповедь», опубликованное в первом выпуске журнала «Народная воля», изданном нелегально в 1879 году. Полотно находится в коллекции и постоянной экспозиции Государственной Третьяковской галереи в Москве. На 2018 год было известно восемь эскизов к картине «Перед исповедью». Один из них находится в Русском музее, два — в Национальной галерее в Праге, три — в Третьяковской галерее, один, выполненный акварелью, — в Нижнетагильском музее изобразительных искусств, ещё один — в частной коллекции в Москве.
Картина «Перед исповедью» не была допущена до экспонирования на XII выставку Товарищества передвижных художественных выставок 1884 года. Она была получена Николаем Минским от Ильи Репина в качестве дара в 1886 году. В 1892 году картина была приобретена у Минского предпринимателем и меценатом Павлом Третьяковым. Он сообщал Репину в письме 7 января 1892 года: «„Исповедь“ приобрёл за 500 рублей, к удовольствию и своему, и Владимира Васильевича». Советский искусствовед Софья Пророкова отмечала, что совет купить картину Третьяков получил от художественного критика Владимира Стасова. Сам Стасов утверждал: «„Исповедь“ — самое высокое и глубокое создание Репина из всего, что он только сделал на своём веку».
С одобрением о картине Репина высказался Лев Толстой. Надежда Крупская, вспоминая, как высоко ценил её супруг творчество Ильи Репина, отмечала среди наиболее выдающихся полотен художника «Отказ от исповеди». Карельский советский художник Александр Семяшкин написал в 1957 году картину «В. И. Ленин в Третьяковской галерее». На этой картине Ленин внимательно рассматривает картину Репина «Перед исповедью».
Картина неоднократно привлекала внимание крупных дореволюционных, советских и современных российских искусствоведов и историков. Среди них действительный член Императорской Академии художеств, Академии наук и Академии художеств СССР Игорь Грабарь, доктора исторических наук Ольга Подобедова и  Сергей Иванов, доктора искусствоведения Алексей Фёдоров-Давыдов, Татьяна Юденкова и Григорий Стернин. Доктор искусствоведения Илья Зильберштейн опубликовал большую статью «Работа Репина над картиной „Отказ от исповеди перед казнью“» (1952).

## Сюжет полотна

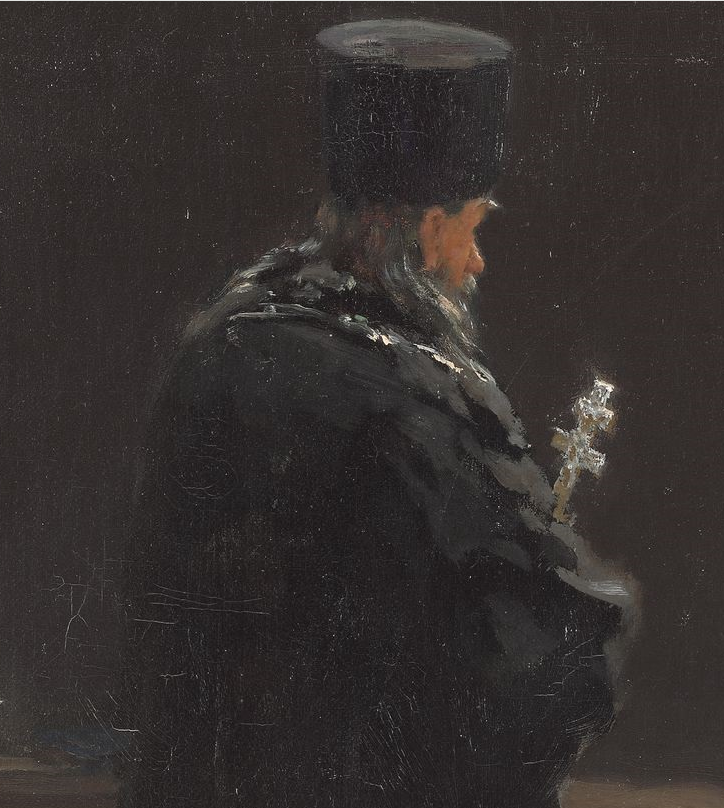
Священник. Перед исповедью (фрагмент), 1885

Московский искусствовед и коллекционер Владимир Москвинов писал, что две картины Репина «Арест пропагандиста» и «Перед исповедью» являются началом нового этапа в творчестве художника, особенностью которого является тема политической борьбы. Однако, в отличие от картин Василия Перова, Константина Савицкого, Григория Мясоедова и других передвижников, обличавших современное им российское общество, Репин приступил к разработке «положительного образа» революционера. В письме Владимира Стасова Илье Репину от 12 декабря 1889 года картина «Перед исповедью» была объединена в цикл с двумя другими полотнами на тему народнического движения в России — картинами «Не ждали» и «Арест пропагандиста». 

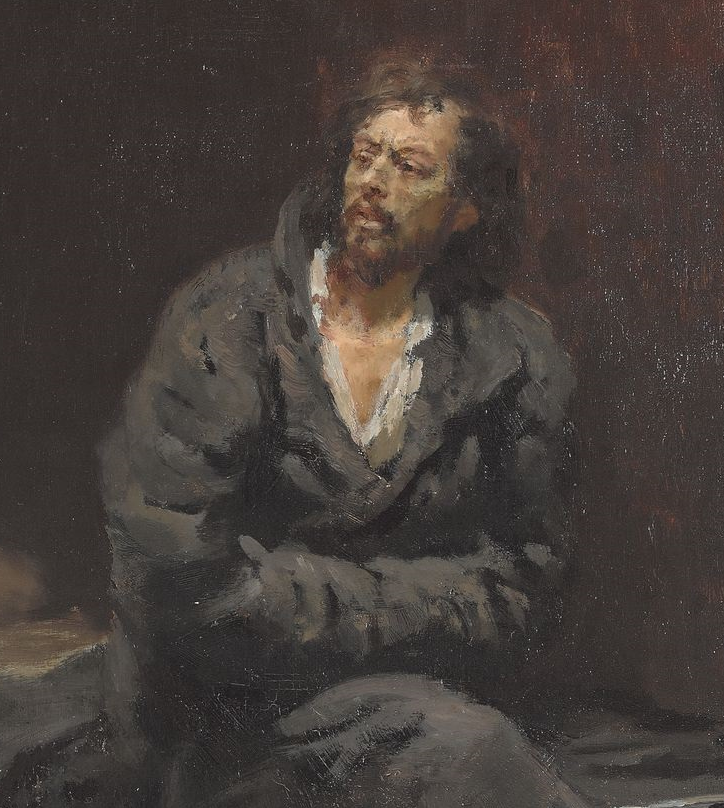
Революционер. Перед исповедью (фрагмент), 1885

Сюжет картины разворачивается в тюремной камере. Скупыми средствами художник передал замкнутое подземное пространство. Стоит «густой могильный сумрак», едва мерцает тусклый свет, который выхватывает из темноты только малую часть камеры. Койка представляет собой практически единственный элемент интерьера, сразу бросающийся в глаза зрителю. Едва различим в полумраке находящийся рядом с ней столик. На нём стоит кружка и лежит книга. Лаконичность выполненного в «глухих тонах» колорита находится в гармонии с глубоким содержанием полотна. Священник, входящий в камеру к смертнику, изображён спиной к зрителю. Его лица почти не видно, но ведущий научный сотрудник сектора русского искусства XVIII — начала XX века Научно-исследовательского института теории и истории изобразительных искусств Российской академии художеств Татьяна Юденкова считала, что он «вполне доброжелателен с едва читаемым, но мягким выражением лица». Священнослужитель не теряет надежды на раскаяние приговорённого к смерти. Вместе с тем он обращается к узнику «нерешительно и даже как будто деликатно», словно уже предполагает, что его собеседник откажется от покаяния. Советский искусствовед  Наталия Моргунова-Рудницкая по иному оценивала фигуру священника. Она, по мнению искусствоведа, массивная и «жирная», выражает растерянность перед энергичным напором уже отказавшегося от исповеди революционера. Доктор искусствоведения Илья Зильберштейн отмечал символическое значение пребывания фигуры священника в тени. Его усиливает свет, идущий из невидимого для зрителя окна. Блики от него оказываются на спине священника и освещают крест, «который тоже становится участником сцены».
Образ заключённого отражает более сложное психологическое состояние. Он изображён сидящим на краю кровати в наспех запахнутом халате, «руки спрятаны, ворот поднят, арестанта бьёт нервная дрожь», «грудь оголена, на ней нет нательного креста». Положение тела узника неустойчиво из-за того, что, с одной стороны, он пытается «закрыться» от вошедшего священника и явно не испытывает к нему доверие, словно отшатывается от креста с распятием. С другой стороны, приговорённый будто бы задумался о своём будущем решении, его взгляд остановился, он явно смотрит на крест в руках священнослужителя. Узник пытается взять себя в руки, собраться с мыслями и что-то сказать. Он неподвижен — продолжает сидеть на койке, не вставая даже перед протянутым к нему крестом в руке священника, но в то же время именно смертник «активен» и является «действующим» персонажем. Его фигура исполнена энергии, силы и целеустремлённости. В его лице есть явный элемент эгоистической надменности.
Основываясь на изображении Репиным приговорённого, Юденкова писала, что заключённый отлично осознаёт важность последних своих минут перед казнью — зритель не видит его рук, голова героя немного наклонена, волосы взлохмачены, он смотрит на посетителя немного свысока, но при этом его глаза прикрыты. В облике приговорённого читается «одиночество, беззащитность, а может быть, и страх перед лицом близкой смерти». Темнота в камере сжимает жизненное пространство приговорённого к смерти. Зритель ощущает одновременно противостояние двух фигур и «энергию притяжения» между ними, так как они пристально смотрят друг на друга и находятся в молчаливом диалоге. Юденкова завершала описание картины словами: «И никому неизвестно, что в этот миг происходит в душе арестанта».
Техника исполнения полотна — масляная живопись на холсте. Размер — 48 × 59 см. На обороте находится авторская дарственная надпись и подпись художника: «1886 г. 1-го Апреля Николаю Максимовичу Виленкину И Репин».

## Создание полотна

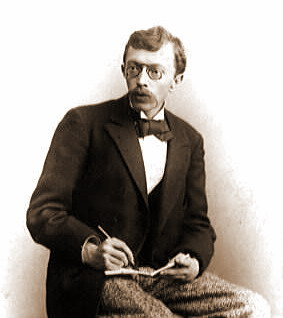
Неизвестный фотограф. Константин Первухин, 1895

В настоящее время принято считать, что работа Ильи Репина над картиной проходила в 1879—1885 годах, но доктор искусствоведения Татьяна Юденкова, посвятившая истории создания картины статью «К реконструкции сюжета картины И. Е. Репина „Перед исповедью“» (2018), всё-таки отмечала, что и сейчас среди искусствоведов нет единства по поводу точных дат, когда появились замыслы картин Репина на тему движения народников. Основываясь на письмах Репина, Юденкова считала, что можно в настоящее время с уверенностью говорить только о замысле всей серии в конце 1870-х годов. Художник, по мнению искусствоведа, не был глубоко знаком с народничеством и «мог лишь по „касательной“ знать о происходящем, собирать материал для задуманных полотен через рассказы своих знакомых»».
Долгое время картину датировали 1886 годом на основании дарственной записи на обороте полотна. Однако действительный член Императорской Академии художеств, Академии наук и Академии художеств СССР Игорь Грабарь в двухтомной монографии 1937 года о Репине утверждал, что полотно было написано в 1882 году. Датировка получила широкое распространение. Так картина, например, датирована в каталоге «Репин в Третьяковской галерее» 1944 года. Илья Зильберштейн писал, что этот вывод Грабарь обосновывал письмами художника (в действительности Грабарь не упоминает в связи с этой картиной никаких писем) и «сохранившимися рисунками» к картине, которые все помечены 1882 годом (это действительно так, а кроме этого Грабарь утверждает, что работа над картиной шла после 1 марта этого года). Сам Зильберштейн был убеждён, что дата создания полотна ни разу вообще в письмах Репина не упоминается, а якобы «сохранившиеся рисунки» в действительности на момент создания Грабарём книги о Репине ограничивались единственным эскизом, авторская датировка которого 1882 годом была ошибочной. Датировку Грабаря приняло издание «Письма И. Е. Репина. Переписка с П. М. Третьяковым. 1873—1898», осуществлённое в 1946 году. Биограф Репина Владимир Москвинов также утверждал, что художник написал полотно «Перед исповедью» «быстро, в 1882 году».
Советский искусствовед и историк искусства Алексей Михайлов в статье «Репин и передвижники» (1947) высказал убеждённость, что картина была навеяна казнью народовольцев-первомартовцев 3 апреля 1881 года. К этому же времени отнёс создание картины и другой советский исследователь творчества художника Герман Недошивин.
Советский искусствовед Софья Пророкова отмечала мучительное упорство работы Репина над полотнами 1880-х годов. После убийства Степняком-Кравчинским шефа жандармов Николая Мезенцова и покушения Веры Засулич на петербургского градоначальника Фёдора Трепова был принят указ, по которому к политическим преступникам стали применяться законы военного времени. Картина «Перед исповедью», по предположению Пророковой, уже стояла у Репина на мольберте, когда был убит Александр II. Советский искусствовед назвала это время порой самого мрачного разгула царской мести. Репин внимательно следил за ходом судебных процессов против народовольцов и бесспорно знал об их поведении перед смертью — «они презирали церковных идолов и исповедовали только одну веру — в революционную борьбу».

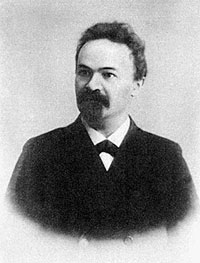
Неизвестный фотограф. Николай Минский, около 1900

Во вступительной статье ко 2-му изданию двухтомника Игоря Грабаря «Репин» (1963) доктор исторических наук Ольга Подобедова опровергла датировку Грабарём картины 1882 годом. Ошибочными она сочла и «утверждения некоторых исследователей», считавших, что завершение полотна могло быть связано либо с казнью первомартовцев, либо с самими событиями убийства Александра II на Екатерининском канале. Исследователь прислушалась к мнению Ильи Зильберштейна, выдвинувшего в статье «Работа Репина над картиной „Отказ от исповеди перед казнью“» (1952) предположение, что замысел картины был связан со знакомством художника со стихотворением Николая Минского (Виленкина) «Последняя исповедь», изданного нелегально в 1879 году. Подобедова писала, что аргументы Зильберштейна весьма убедительны. Первый карандашный эскиз к картине, вероятно, зафиксировавший только что возникший у художника замысел, относится как раз к 1879 году. Был обнаружен целый ряд эскизов, датированных 1880 годом, а также ранее неизвестная специалистам акварель. Начало работы Репина над ней датируется 1880 годом.
В 1879 году художественный критик Владимир Стасов познакомил Репина с первым номером подпольного революционного журнала «Народная воля». В нём и было напечатано стихотворение Николая Минского «Последняя исповедь». На художника оно произвело сильное впечатление. Спустя годы Стасов так описывал их состояние в тот день: «мы метались, словно ужаленные и чуть не смертельно пораненные». Искусствовед Екатерина Щербакова писала, что нелегальный журнал «Народная воля» Владимир Стасов изъял из почтового ящика Императорской публичной библиотеки, в которой тогда работал. Стихотворение Николая Минского имело посвящение казнённым революционерам и было напечатано вместе с сообщением о казни народовольца Соломона Виттенберга, готовившего покушение на императора Александра II, но выданного провокатором и арестованного на конспиративной квартире, а также с его предсмертным письмом. Илья Зильберштейн предполагал, что экземпляр журнала «Народная воля» со стихотворением мог попасть к Стасову двумя путями. Революционеры всегда пытались сдать в Императорскую публичную библиотеку экземпляр каждого своего издания. Такой экземпляр был обычно отпечатан на особо прочной бумаге. Исследователь предположил и второй вариант. Родной брат Владимира Стасова — адвокат Дмитрий Стасов, выступавший на политических процессах того времени. Журнал мог попасть в руки художественного критика от него. Кандидат искусствоведения Ольга Лясковская уточняла, что знакомство Репина со стихотворением Минского произошло в ноябре 1879 года в Санкт-Петербурге, куда художник заехал на короткое время.
Сообщения об отказах революционеров исповедоваться перед казнью, по мнению Зильберштейна, могли быть приняты к сведению Репиным и раньше. Они размещались на страницах легальных печатных изданий, были темой для разговоров частных лиц, о них информировали сами революционные организации «Земля и Воля» и «Народная воля» через особые информационные листки. На 1879 год, когда Репин начал писать картину «Перед исповедью», пришлось большое количество отказов от исповеди приговорённых к смерти революционеров: Александр Соловьёв, Валериан Осинский, Людвиг Брандтнер, Владимир Свириденко, Дмитрий Лизогуб, Сергей Чубаров, Иосиф Давиденко, Соломон Виттенберг и Владимир Дубровин.
Кандидат искусствоведения Галина Прибульская в книге «Репин в Петербурге» (1970) писала, что Репин присутствовал при казни народовольцев 3 апреля 1881 года и сам стал свидетелем того, как Андрей Желябов и его соратники уже на эшафоте отказались от исповеди. Ещё одно стихотворение на тему отказа от исповеди («Суд над Дубровиным») было опубликовано в 1882 году в газете «Правда», издаваемой в Женеве, и принадлежало поэту Прокофию Григорьеву. Илья Зильберштейн отмечал две причины отказа от исповеди революционеров: народники были атеистами и в священнослужителях они видели тайных политических агентов самодержавия.
Высказывалась также другая версия. Комментаторы издания переписки Стасова и Репина (1949) считали, что картина вдохновлена «Исповедью» Льва Толстого. Зильберштейн считал, что это мнение ошибочно. Репин и Стасов относились к религиозно-философскому учению Толстого отрицательно. Стасов открыто говорил и писал об этом самому писателю.

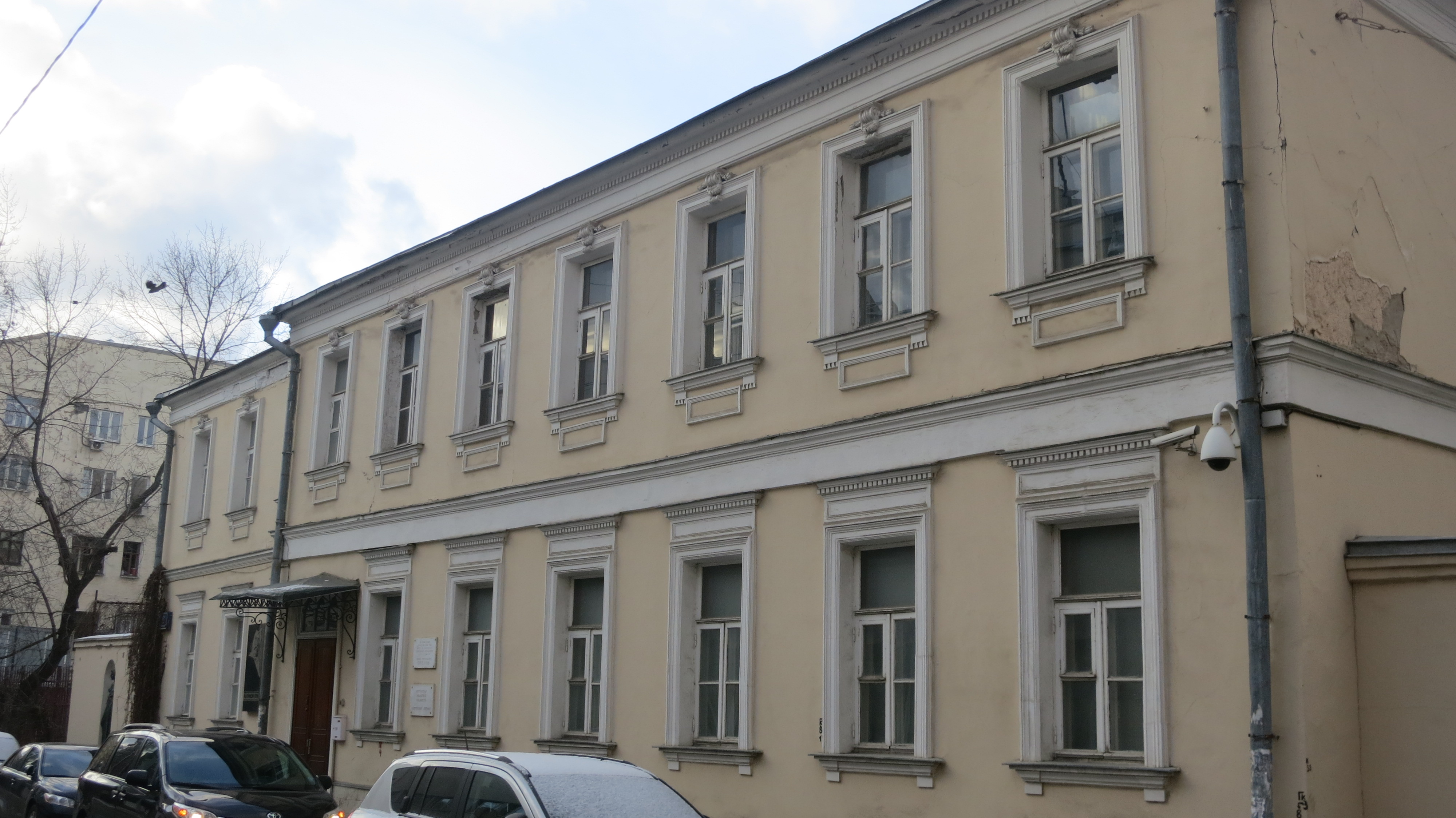
Дом в Большом Трубном переулке в Москве, где проживал Илья Репин во время работы над картиной «Перед исповедью»

Доктор исторических наук Пётр Сытин и биограф Репина Владимир Москвинов утверждали, что картина «Перед исповедью» полностью была выполнена на квартире художника в Большом Трубном (Земледельческом) переулке в Москве. Напротив, петербургский краевед Георгий Зуев считал, что местом создания полотна был угловой пятиэтажный дом № 135 по набережной Екатерининского канала (Репин снимал квартиру сначала на втором, а затем на четвёртом этаже, над ней находилась мастерская художника). Галина Прибульская утверждала, что художник работал над полотном тайно, никому не рассказывая о картине.
Одной из причин длительной работы Ильи Репина над полотном Зильберштейн называл неудачные поиски натурщика для фигуры главного персонажа. В доказательство советский искусствовед приводил высказывание самого художника: «Задумав картину, я всегда искал в жизни таких людей, у которых в фигуре, в чертах лица выражалось бы то, что мне нужно для моей картины». Воспоминания супруги художника Константина Первухина Софьи Первухиной свидетельствуют, что приговорённый к смерти на полотне Репина был написан с её мужа в 1885 году. Весной этого года Первухин приехал в Санкт-Петербург и познакомился с автором картины, который летом пригласил его к себе на дачу. Там, в посёлке Сиверский, Репин сделал с Первухина рисунок в свой альбом, который позже использовал для фигуры главного героя сразу в двух картинах — «Перед исповедью» и «Арест пропагандиста». Неизданные воспоминания Первухиной хранятся в архиве Третьяковской галереи. О том, что Первухин (у которого было «умное, волевое лицо с типическими чертами семидесятника») позировал для полотна, свидетельствуют и воспоминания племянницы Владимира Стасова Варвары Комаровой. Важна для датировки картины, с точки зрения Зильберштейна, и запись автора на обороте картины — дарственная надпись, относящаяся к 1 апреля 1886 года. Исследователь предположил, что художник подарил полотно Минскому сразу же после его завершения, но в отношении его начала осторожно писал в своей статье: «Когда именно Репин приступил к работе над самой картиной „Отказ от исповеди“ мы не знаем». Зильберштейн в результате датировал картину 1880—1885 годами.
Наталия Моргунова-Рудницкая писала, что картина не была допущена до экспонирования в 1884 году на выставку Товарищества передвижных художественных выставок в Санкт-Петербурге, а в 1885 году Илья Репин внёс в картину «Перед исповедью» изменения.

## Эскизы Репина к картине

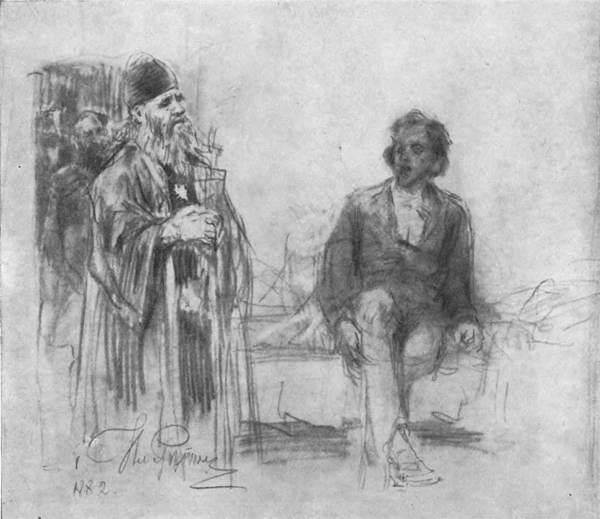
Илья Репин. Перед исповедью (из Русского музея), 1882 (авторская датировка). 1879 (датировка современных искусствоведов)

На 2018 год было известно восемь эскизов к картине «Перед исповедью». Юденкова считала, что первым по времени создания был карандашный эскиз из Русского музея (22,2 х 26,3 см), датированный самим автором 1882 годом (искусствовед напоминала, что датам на работах художника следует доверять с большой осторожностью). На эскизе изображён вскочивший с лежанки узник, увидевший вошедшего в камеру священника. За спиной священника видны палач и солдаты (наличие палача и солдат признавала также советский искусствовед Наталия Моргунова-Рудницкая). Этот эскиз воспроизводит предисловие к стихотворению Николая Минского: «Внутренность каземата. Пять часов утра. На железной койке лежит исхудалый юноша. За дверью шаги и бряцание ключей. Заключённый быстро садится. Входит священник с распятием; в глубине смутно видны фигура в красной рубахе и солдаты». Ольга Лясковская увидела на эскизе, который и она признавала первым, считая дату 1882 год ошибочной, только трёх человек: узника, священника и неизвестного в дверях, который, по её предположению, мог быть палачом. Лясковская отмечала, что старый и толстый священник печален. Молодой заключённый с «полудлинными» спутанными волосами, едва пробивающейся бородкой, сидящий в пиджаке на постели, обращается к нему с гневными словами.

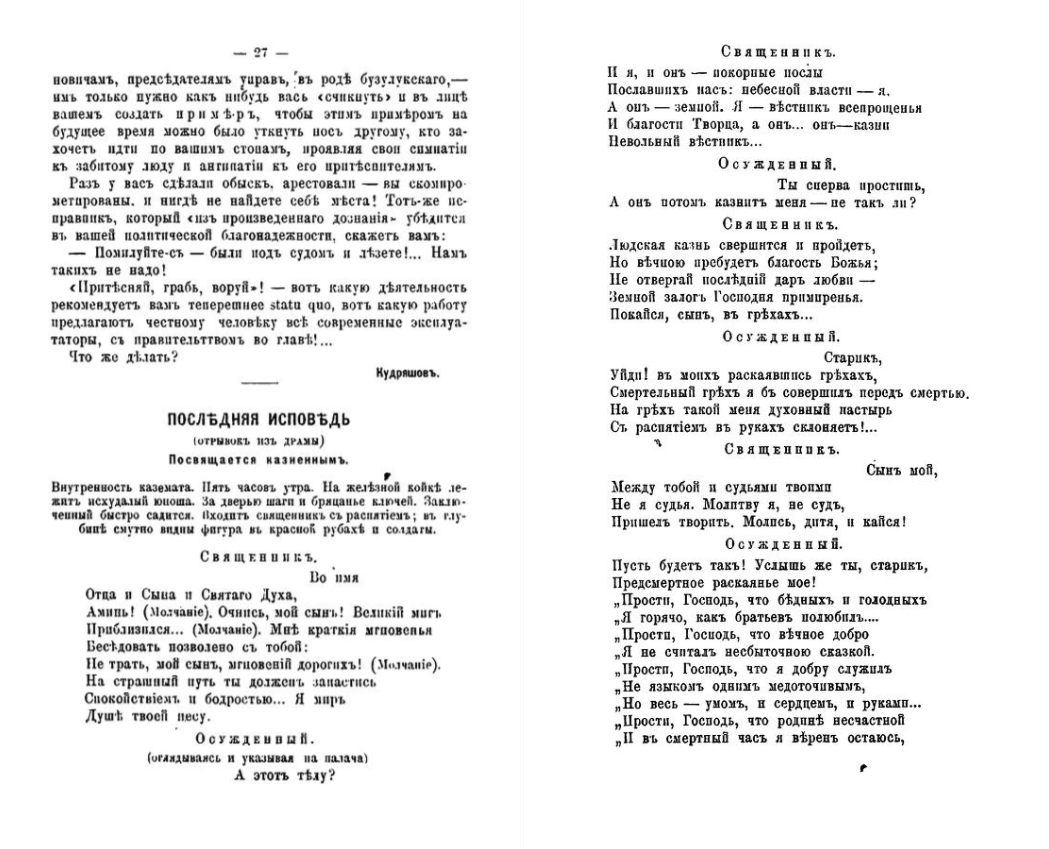
Разворот газеты «Народная воля» № 1 за 1 октября 1879 года с публикацией стихотворения Николая Минского

Эскиз из Русского музея стал известен исследователям раньше, чем другие. Зильберштейн отмечал, что в отношении этого эскиза заблуждался более ранний исследователь творчества художника Герман Недошивин, опубликовавший в 1948 году статью «Образ революционера у Репина». Недошивин утверждал, что этот набросок якобы находится в Саратовском художественном музее имени А. Н. Радищева, и неверно, с точки зрения Зильберштейна, оценивал душевное состояние главного героя: «Осуждённый юноша, за минуту перед тем погружённый в тяжёлые думы и горькие воспоминания, тревожно вскидывает голову, хватаясь руками за койку и устремляя в ужасе глаза на вошедших… В саратовском наброске юноша, осуждённый на казнь, охвачен холодным ужасом неотвратимой смерти».
Недошивин отмечал, что на этом эскизе священник стоит в профиль. Если бы подобная композиция сохранилась в картине, то Репину пришлось «подробно рассказать зрителю, каков этот поп, что он чувствует, входя в камеру смертника». На полотне было бы два центра, и оно превратилось бы в «психологический этюд о том, что чувствуют смертник и пришедший исповедовать его священник в страшные минуты перед казнью». Репину, по утверждению Недошивина, было не важно, что чувствует священник. Ему интересен был только революционер, поэтому в окончательном варианте священник — массивная фигура, «даже несколько робкая в своих жестах», представляющая собой всего лишь вестника приближающейся казни.
В семи следующих карандашных набросках присутствуют различные образы смертника и тюремного священника. Узник хотя и изображён в набросках в разных позах, но он всегда находится в сидячем положении. Возраст и внешность его меняются от эскиза к эскизу: то он молод, то человек среднего возраста, в отдельных случаях у него пышная шевелюра, борода и усы, то, напротив, он коротко острижен. Состояния взволнованности, непонимания происходящего, гордого отказа от исповеди, нервного напряжения, сумасшествия, горделивой самоуверенности читаются в очертаниях его фигуры. На разных набросках различны владеющие заключённым эмоции: ожесточённость, угрюмость, гнев, страсть. Священник на набросках всегда изображён стоящим, но иногда в профиль, иногда спиной. Меняется его комплекция от толстого до среднего телосложения. Чувства, владеющие этим персонажем, также различны на эскизах: высокомерие, жалость и внимание, упрямство и глупость, простодушие и наивность, грубость и напористость. На одних набросках священник осуждает смертника, на других он сам вынужден защищаться от его агрессии.

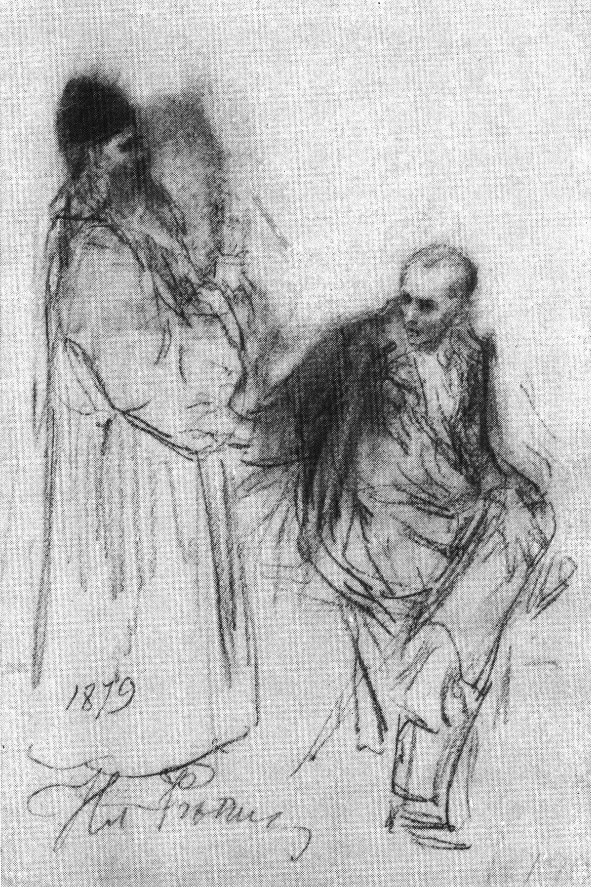
Илья Репин. Отказ от исповеди. Эскиз-вариант картины, 1879—1885. Национальная галерея в Праге

Датировку второго по порядку создания эскиза из Праги (карандаш, бумага, 23 × 15 см) 1879 годом Лясковсая также признавала ошибочной. Образ священника в скуфье не отличается от первого наброска. По мнению искусствоведа, он изображает грубую силу. Изменился облик революционера. Его волосы короткие, глаза глубоко запали в череп, лицо несколько опущено, поэтому его выражение читается слабо, но в нём всё-таки заметна «страстная сила убеждения», правая рука приподнята, левая же охватывает колено.
Зильберштейн отмечал, что на выставках 1925 года в Русском музее и в 1936 году в Третьяковской галерее данному наброску было присвоено, по его мнению, ошибочное и даже искажающее смысл изображения название «Исповедь осуждённого». Исследователь считал правильной авторскую датировку эскиза 1879 годом. В частности, священник изображён здесь в той же скуфье, что и на предыдущем рисунке. Эскиз долгое время находился в частном собрании Цезаря Дурханека в Праге, но в конце концов был приобретён Пражской национальной галереей. Он свидетельствует, что Репин приступил к поиску композиции с двумя персонажами. Зильберштейн находил в этом наброске серьёзный недостаток: священник стоит слишком близко к узнику. Это не даёт возможности развернуть противостояние между ними. 

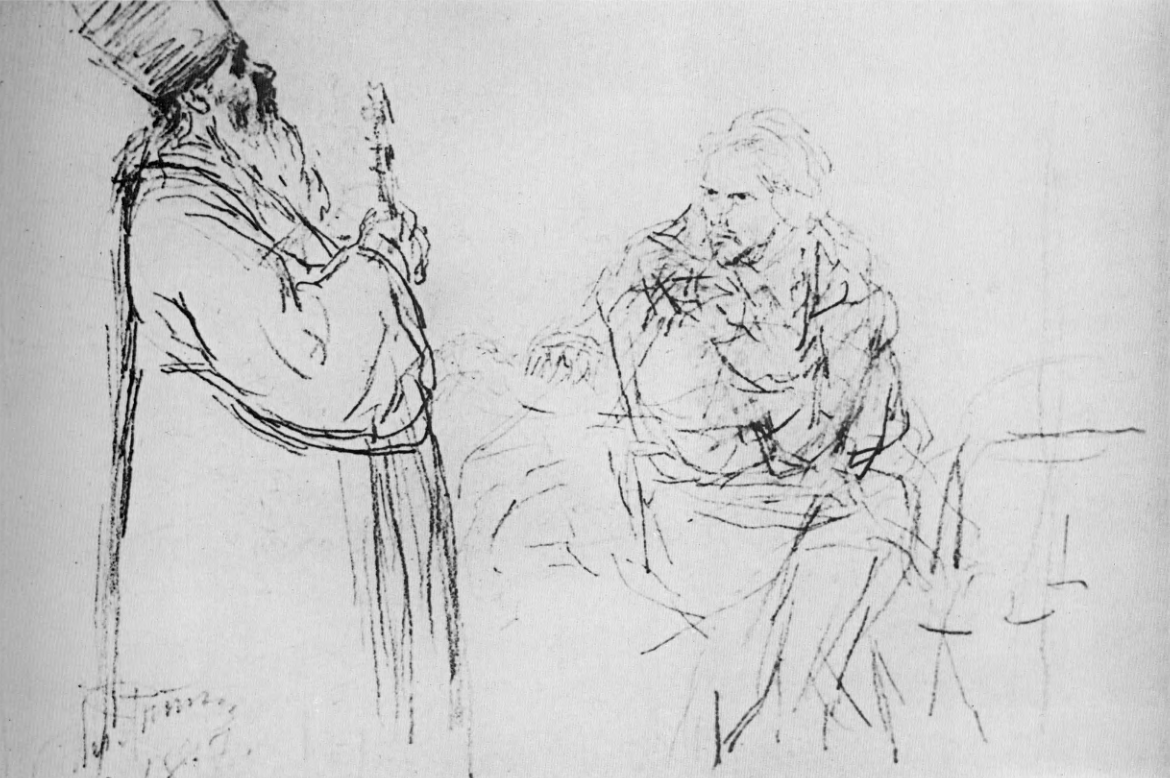
Илья Репин. Отказ от исповеди. Эскиз. Национальная галерея в Праге

Второй рисунок из Пражской национальной галереи (карандаш, бумага, 15 × 23 см) имеет ошибочную датировку «1897». Зильберштейн объяснял ошибку тем, что Илья Репин просто перепутал две последние цифры по рассеянности. Эскиз некоторое время принадлежал бывшему консулу Чехословакии в Финляндии Эмилиану Миллеру. Священник в камилавке, а не в скуфье. Художник увеличил расстояние между персонажами. Взгляд осуждённого теперь направлен прямо в лицо священнику. Лясковская так описывала этот набросок: священник в камилавке и с крестом откидывает голову назад, а смертник смотрит на него в упор исподлобья. На этом наброске снова присутствуют у смертника длинные волосы, бородка и усы.
Три рисунка к картине «Перед исповедью», сделанные на двух листах (Инв. 28134 и 28184), принадлежали дочери Репина Вере — актрисе, художнице и мемуаристке. Они долгое время находились в Финляндии, но были приобретены Комитетом по делам искусств при Совете Министров СССР для Третьяковской галереи. На одном из них (15 × 23 см) революционер находится в стремительном движении. Его негодующий взор обращён к священнослужителю, а жест руки должен, по мнению Зильберштейна, выражать «порицание и обличение». С его точки зрения, на этом рисунке священник, снова облачённый в камилавку, принимает активное участие в споре. Однако, по словам Лясковской, священник просто внимательно выслушивает узника, обращающегося к нему с речью. Фигура революционера здесь едва намечена, но Лясковская обращала внимание, что на этом рисунке герой значительно старше. Правую руку он поднимает на уровень лица, тело его показано в движении вперёд. Взгляд в направлении оппонента твёрдый, но исполненный напряжения.
Следующий эскиз выполнен на обороте данного рисунка. Фигура священника на нём только намечена. Приговорённый к смерти протягивает обе руки к священнослужителю. В интерпретации Ольги Лясковской, он отталкивает своего оппонента. На этом эскизе главный герой начинает напоминать себя в окончательном варианте картины. У него длинные волосы, усы, бородка, руки едва намечены. Зильберштейн отмечал, что революционер изображён на этом рисунке в профиль. Он уже далеко не юноша. Исследователь писал, что Репин на этом эскизе «упорно старался найти нужный ему жест осуждённого». Художник несколько раз стирал уже нарисованные руки и набрасывал их вновь, стремясь воспроизвести движение человека, отстраняющего своего собеседника.
На втором наброске из Третьяковской галереи зритель видит в левой части эскиз к картине. Художник изобразил священника в трёхчетверном повороте. Заключённый скрестил руки на груди (так у Ольги Лясковской). У него, как и на предыдущем эскизе, «полудлинные» волосы, которые зачёсаны назад, небольшая бородка и усы. Это — зрелый человек «в расцвете сил». Данный набросок, по утверждению Лясковской, «крайне схематичен». Зильберштейн считал, что облик революционера на этом эскизе сильно отличается от более ранних вариантов. С его точки зрения, здесь подчёркнуты его мужественность и решительность. Искусствовед сожалел, что работа над этим рисунком не была завершена. Лясковская утверждала, что к последним двум эскизам близок ошибочно помеченный художником 1897 годом эскиз из Праги. Очертания фигур на нём намечены переплетением мелких штрихов. В этих трёх эскизах советский искусствовед прослеживала общую идею — подчёркнуто враждебное отношение революционера к священнослужителю.
На правой стороне третьего эскиза изображён некий мужчина со сложенными на груди руками. Зильберштейн считал, что этот рисунок был несомненно сделан с натуры. Советский искусствовед утверждал, что данный эскиз служил для создания облика главного героя картины. Именно этого натурщика, по мнению Зильберштейна, Репин использовал для исполненного на этом же листе (карандаш, бумага, 22,2 × 35,5 см) изображения революционера.
Зильберштейн писал, что три эскиза из Третьяковской галереи не поддаются точной датировке. Они первоначально входили в состав альбомов и, кроме подписи, сделанной художником на этих листах в последние годы жизни, то есть спустя очень длительный период, других надписей на них нет. Тем не менее советский искусствовед считал, что вправе датировать их началом 1880-х годов.

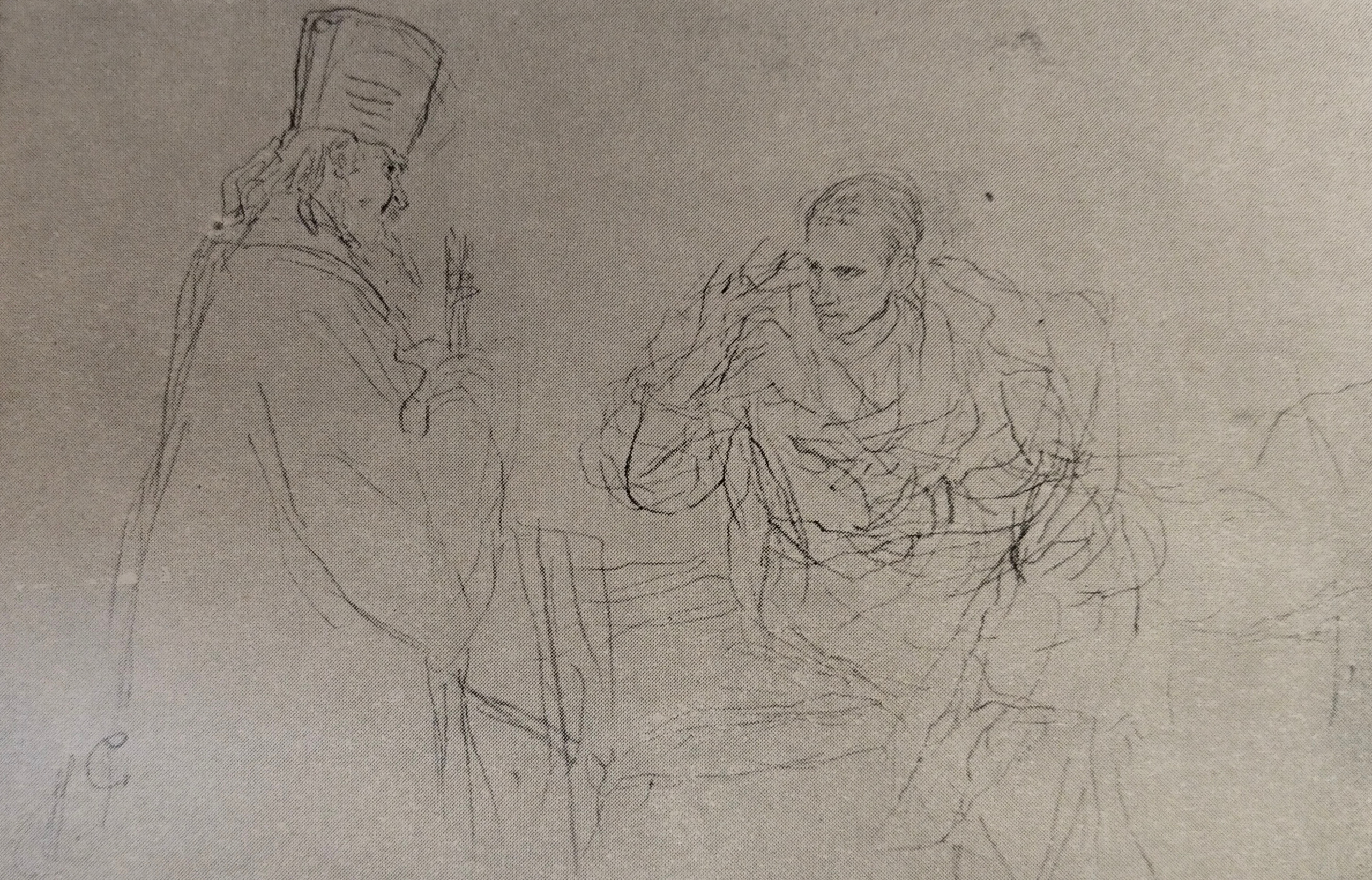
Илья Репин. Перед исповедью. Карандашный набросок. Инв. 28134
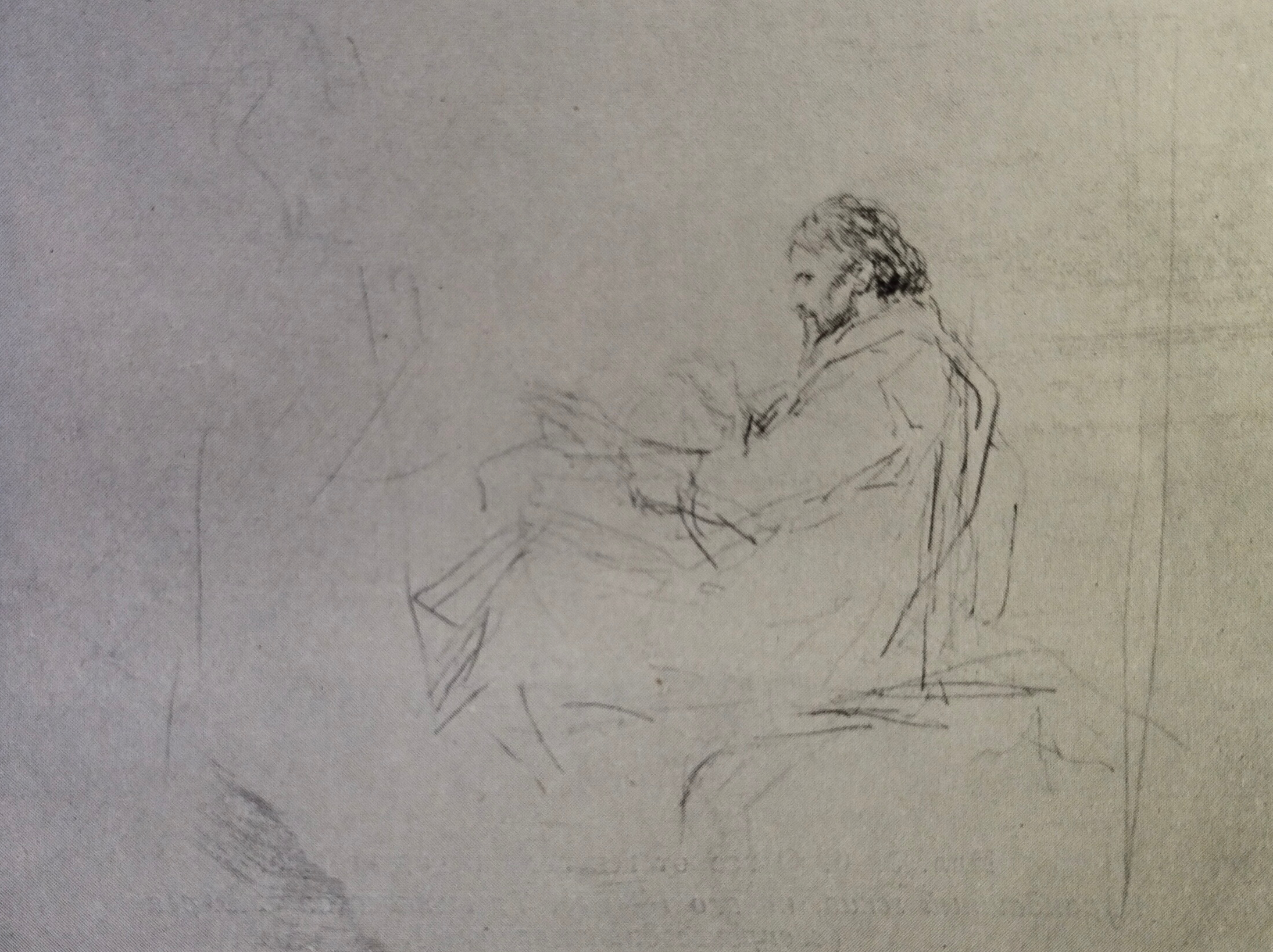
Илья Репин. Перед исповедью. Карандашный набросок. Инв. 28134 (оборот)
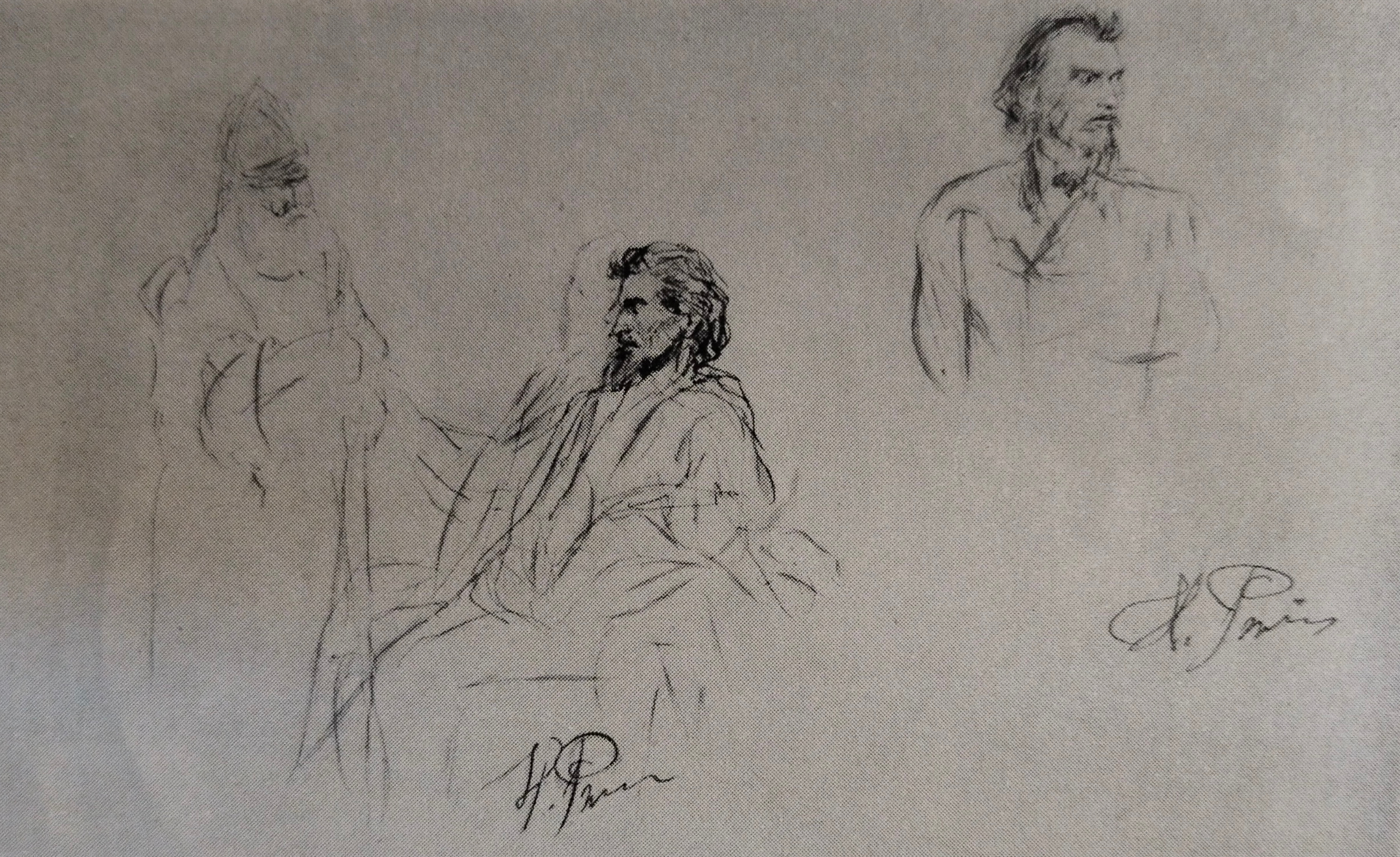
Илья Репин. Перед исповедью. Карандашный набросок. Инв. 28184

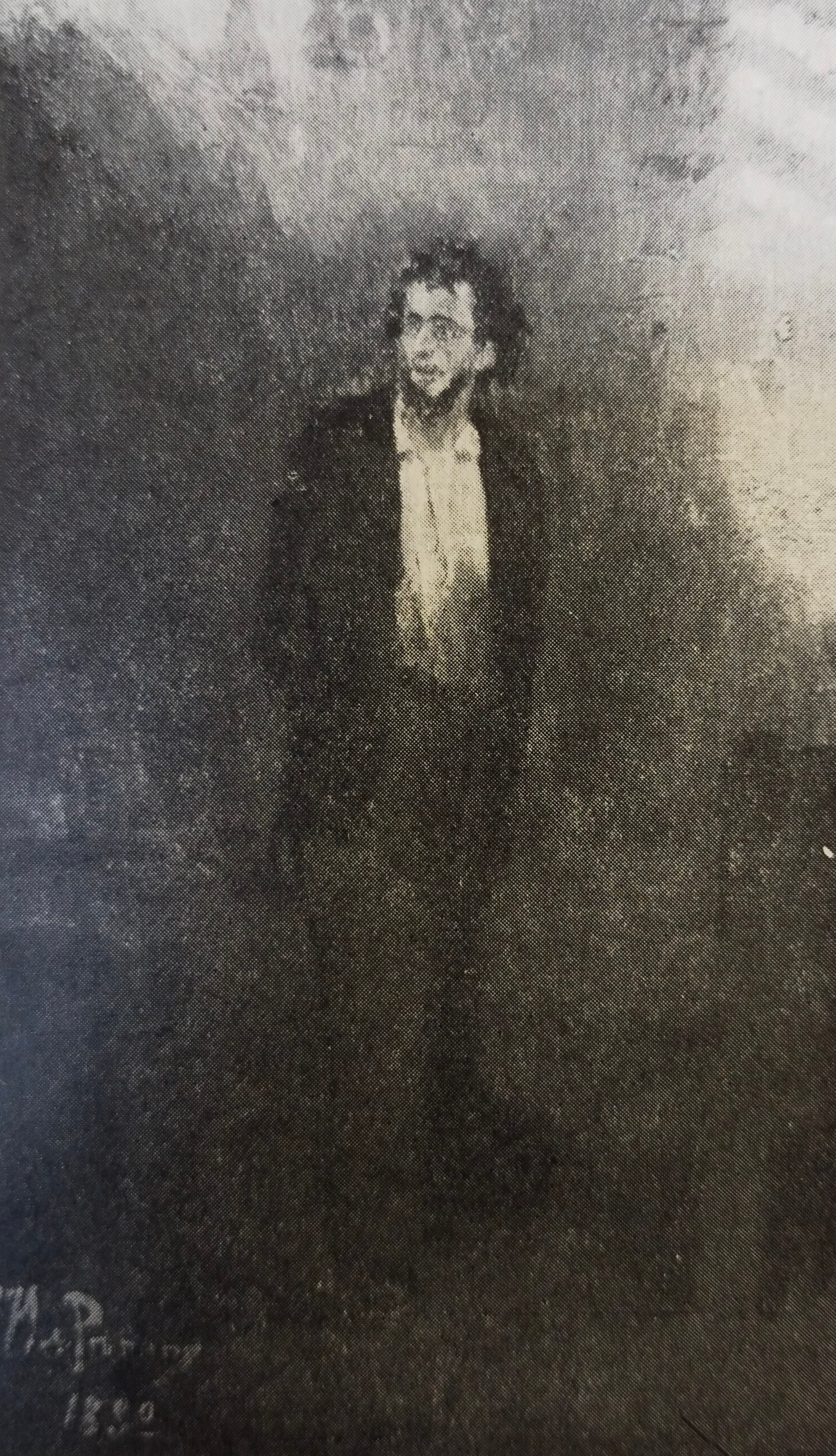
Илья Репин. Узник (эскиз к картине «Перед исповедью»). Масло, 1882. Частное собрание, Москва

Зильберштейн считал «несомненным эскизом» к картине «Перед исповедью» работу, обнаруженную им незадолго до создания статьи, хотя фотография, сделанная с неё и хранившаяся в архиве Репина, была известна ему давно. Этот эскиз находится в частном собрании в Москве (холст, масло, 35,4 × 20,3 см). Только обнаружив оригинал, Зильберштейн пришёл к выводу, что данная работа — эскиз к полотну «Перед исповедью». В нём Репин искал новое решение композиции темы. На лицевой стороне эскиза стоит подпись художника и дата: «1882», а на обороте кистью сделана надпись: «Узник. И. Репин». По надписи советский искусствовед сделал вывод, что этот эскиз демонстрировался Репиным на его первой персональной выставке картин в 1891 году, в каталоге которой в разделе «Эскизы» под № 54 значится название «Узник».
Заключённый одет в пиджак и рубашку с расстёгнутым воротом. Руки его заложены за спину. Он стоит возле тюремной койки. Фигура и направленные в одну точку глаза, а также полуоткрытый рот, показывают, что заключённый готов к какому-то волнующему его разговору или даже уже ведёт этот разговор с кем-то, кто не может быть виден зрителю. Особо отмечал Зильберштейн мастерство Репина в изображении «всколоченных» волос на голове узника и света, льющегося в камеру из окна. Исследователь предположил, что в этом эскизе художник попытался изобразить смертника не сидящим (как во всех остальных эскизах), а стоящим во весь рост. От этого композиционного решения Илья Репин впоследствии отказался, так как поза сидящего узника при входе священника в камеру «подчёркивала пренебрежительное отношение заключённого к религии и её служителю».
Зильберштейн предполагал, на выставке 1891 года «Узник» не предназначался к продаже. В архиве художника сохранилась фотография, которая была сделана с «Узника» в том виде, в каком он демонстрировался на ней. После выставки «Узник» находился в коллекции самого Репина, но в 1890-х годах эскиз был приобретён у него неизвестным коллекционером. На основе сравнения снимка с современным состоянием оригинала Зильберштейн считал, что перед тем, как продать эскиз,	Репин прошёлся по фигуре революционера и зачем-то замазал находившиеся внизу на правой стороне полотна подпись и дату, а после этого заново написал их слева. В 1915 году эскиз приобрёл некий москвич Я. Е. Энтин, который не представлял его ни на одной выставке после Октябрьской революции.

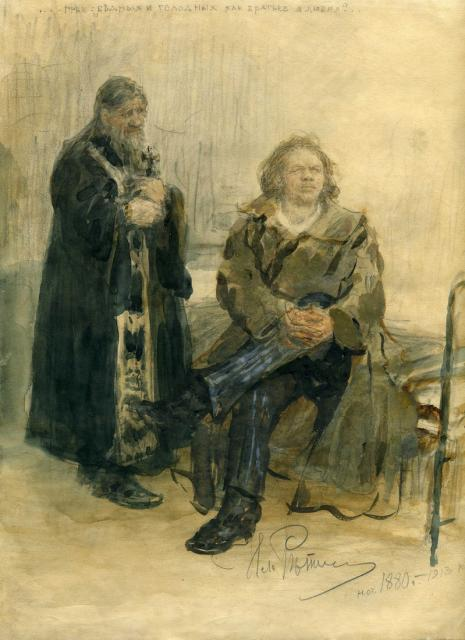
Илья Репин. Отказ от исповеди. Эскиз 1880—1913 (?)

Самым интересным среди обнаруженных эскизов Зильберштейн считал акварель, хранящуюся в Нижнетагильском музее изобразительных искусств (30 × 22 см). На ней присутствует авторская датировка: «Нач. 1880 г. — 1913 конч.». На основе этой надписи советский искусствовед предположил, что художник первоначально сделал на этом листе только карандашный набросок одного из композиционных вариантов картины, а в 1913 году по просьбе неизвестного коллекционера завершил работу над рисунком акварелью. Доктор искусствоведения Алексей Фёдоров-Давыдов даже писал, что в 1913 году Репин создал акварельный вариант картины «Перед исповедью».
Заключённый изображён на акварели лицом к зрителю, отвернувшись от священника. Лицо революционера, по мнению Зильберштейна, «мало выразительно, мало одухотворено, но всё же обладает чертами непреклонности и большой силы воли». Священник только на этом варианте изображён с непокрытой головой. Он смотрит на юношу просительным, «чуть ли не молящим взглядом». Именно изображение священника «в таком умильно-жалостливом виде», по мнению Зильберштейна, заставило Репина отказаться от данной трактовки сцены. Надпись на верхней части акварели гласит: «…грех? бедных и голодных как братьев я любил?». Это цитата из стихотворения Минского.
Подводя итог анализу набросков, Ольга Лясковская писала, что не сохранились «проработанные эскизы» полотна, те же, которые дошли до нашего времени, фиксируют лишь размышления художника ещё при формировании композиции картины. Окончательный вариант она считала одним из самых выразительных в творчестве автора. По её мнению, на нём заключённый уже завершил свой монолог, обращённый к оппоненту, словами из стихотворения Николая Минского: «Как надо жить, тебя не научил я, но покажу, как надо умереть». Художник не представляет осуждённого в момент монолога, нет и внешнего движения (вроде жеста руки). Поэтому, по словам Лясковской, его «образ более жизненный, полный глубокого психологического содержания». Внимание зрителя оказывается сосредоточенным на внутреннем смысле разворачивающейся в камере смертников драмы. Священник представлен исполненным досады и недоуменья, он не ощущается зрителем как враг революционера. Это выявляет драматичное одиночество приговорённого к смерти, его духовная сила оказывается растраченной впустую. При этом заключённый молод, но испытания сделали его суровым, он не сгибается перед ними и не уступает им. Лясковская отмечала мягкость моделирования сложного ракурса фигуры революционера и богатые нюансами чёрно-серебристые тона самой картины. Вывод, который делала Лясковская, — на картине «Перед исповедью» предстаёт положительный образ революционера.
Доктор исторических наук Сергей Иванов в книге «Москва в жизни и творчестве И. Е. Репина» (1960) признаётся, что за основу рассказа о полотне он взял статью Зильберштейна. В соответствии с темой своей книги он отмечал, что первоначальный эскиз Репин написал в конце 1879 или начале 1880 года, а второй эскиз (масло, холст) датирован самим Репиным 1882 годом, следовательно созданы они в московский период творчества художника. Он переехал в Петербург осенью 1882 года и, по словам Иванова, «занятый устройством квартиры и мастерской, вряд ли смог писать этот эскиз там». Эскиз, датированный самим художником 1880—1913 годами, с точки зрения Иванова, также начат в Москве. Искусствовед, как и на 7 лет раньше Ольга Лясковская, обращал внимание, что на этом эскизе есть авторская надпись: «…грех? бедных и голодных, как братьев, я любил?» у верхнего края листа. Это — несколько искажённая цитата из стихотворения Николая Минского «Последняя исповедь» («что бедных и голодных я горячо, как братьев, полюбил»). Датировал завершение картины «Отказ от исповеди» Иванов 1885—1886 годами. Местом этого события он считал Петербург.

## Подделка эскиза к картине и ошибочная атрибуция

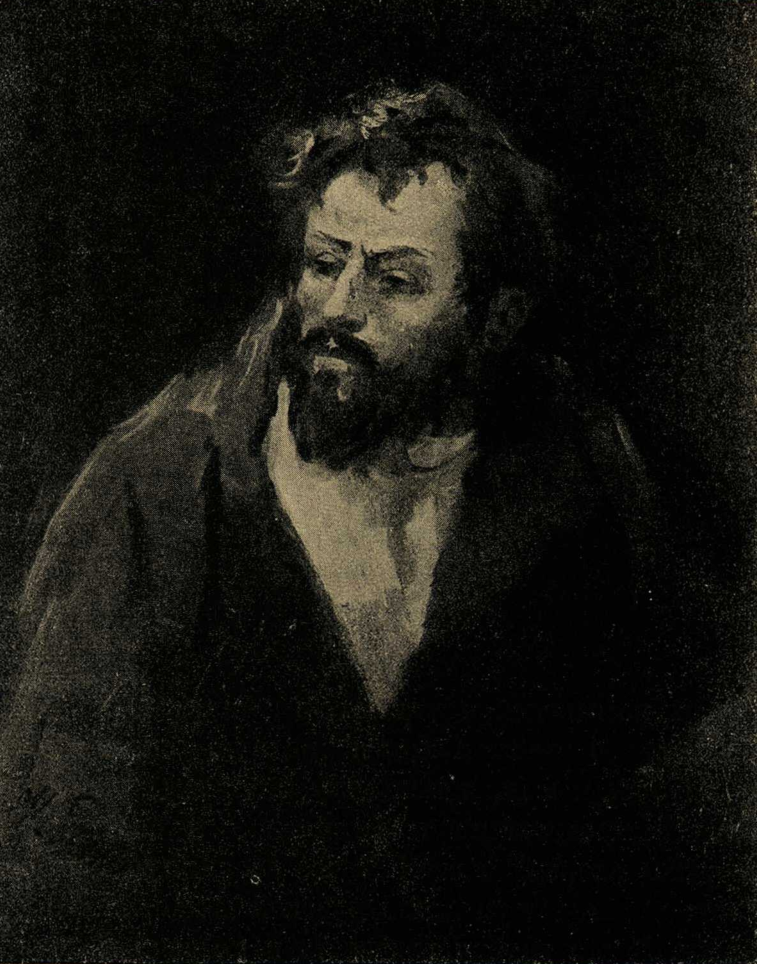
Голова заключённого революционера. По мнению Игоря Грабаря, этюд для неосуществлённой картины «Отказ от исповеди» 1897 года

В 1935 году в московском магазине «Антиквариат» было выставлено на продажу полотно (холст, масло, 60 × 51 см) с изображением заключённого в погрудном исполнении. Имелись подпись и датировка: «И. Репин. 97». Илья Зильберштейн писал, что сходство лица на полотне с изображением революционера на картине «Отказ от исповеди» было лишь отдалённое, но советская художественная критика того времени объявила его наброском к этой картине. В качестве такового оно экспонировалось на выставке произведений Ильи Репина в Третьяковской галерее в 1936 году, а через год было воспроизведено в первом томе монографии Игоря Грабаря о Репине в качестве «этюда для неосуществлённой картины» к новому варианту «Отказа от исповеди». Зильберштейн писал, что к 1952 году местонахождение «этюда» неизвестно, но даже фотография с него, помещённая в монографии Грабаря, вызывает у него серьёзные сомнения в подлинности.
Рисунок, по утверждению Зильберштейна, на этюде «беспомощный, приёмы живописи не репинские». Сомнительными назвал искусствовед подпись и дату на «этюде». Он писал, что непонятно назначение этой работы, так как сам он бы не мог отнести её ни к «этюдам», ни к эскизам. В качестве ещё одного аргумента Зильберштейн привёл полное отсутствие документальных сведений о том, что в 1897 году Илья Репин «вернулся к теме, о которой не думал целых двенадцать лет». К этому времени изменилась политическая обстановка в Российской империи, изменились и творческие интересы самого Репина. Заключал свои рассуждения Зильберштейн выводом: «По-видимому, вещь эта является подделкой». Однако, исследователь отмечал, что некоторые советские искусствоведы (в частности Герман Недошивин и кандидат искусствоведения Александр Замошкин) приняли на веру, что Репин в 1897 году собирался писать новый вариант картины и упоминали об этом в своих статьях.
Александр Замошкин также предположил, что хранившаяся в частной коллекции в Праге, а затем — в собрании юриста, коллекционера и художника-любителя Василия (Вильгельма) Леви в Стокгольме, акварель (датированная «1878» годом, но выставленным значительно позднее создания акварели) с погрудным изображением юноши в халате арестанта, является этюдом головы революционера к картине «Отказ от исповеди». Зильберштейн писал, что на акварели запечатлён человек с печальными глазами, в них чувствуется тоска, «они выражают уже не энергию борьбы, а подавленность». Его борода указывает, что он уже длительное время находится в заключении. «Образ этого человека вовсе не совпадает с образом революционера „Отказа от исповеди“», — признавал и сам Замошкин. Илья Зильберштейн предположил, что данный этюд связан с работой Репина над картиной «Не ждали».

## Судьба полотна

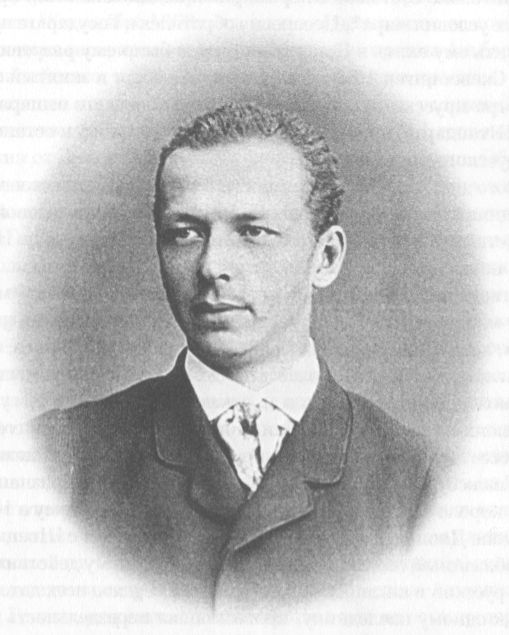
Владимир Мещерский во второй половине XIX века

Картина вызвала беспокойство в лагере сторонников правительства. Князь Владимир Мещерский, публицист и издатель политической и литературной газеты-журнала «Гражданин», в отдельной статье откровенно высказал такую тревогу. Он писал: «вот, чем занимаются и в какую сторону идут бедные художники, думая, что это очень глубоко, умно и что так надо, что это „идея“. Памфлет и ругательства заменили изображение — нельзя было ждать и требовать, чтобы напитывающаяся всем этим бедная молодежь давала отпор, не увлекалась бы всем этим». Картина не была допущена для экспонирования на XII выставку Товарищества передвижных художественных выставок 1884 года. 

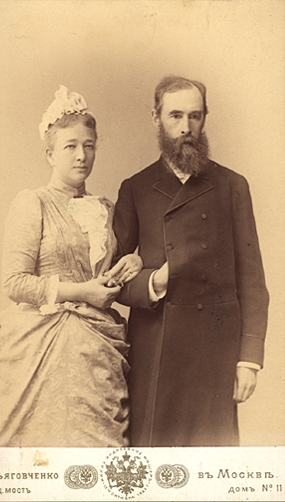
Павел Третьяков с супругой. 1880-е

Картина «Перед исповедью» была получена Николаем Минским от автора в качестве дара в 1886 году, поэтому на обратной стороне полотна находится дарственная надпись с подписью. Советский искусствовед Илья Зильберштейн и российский искусствовед Екатерина Щербакова считали, что причиной такого дара было то, что она не могла экспонироваться на выставках по цензурным соображениям. Биограф Репина Владимир Москвинов отмечал, что Минский был также владельцем картины «Арест пропагандиста» (в варианте 1878 года). Взгляды Минского прошли серьёзную эволюцию. В 1886 году он с благодарностью принял от Репина картину по мотивам собственного стихотворения, десятилетие же спустя «его отзыв о творчестве Репина уже носил не столь восторженный характер». В 1900-е годы Минский даже стал одним из организаторов и активных деятелей религиозно-философских собраний.
В 1892 году картина была приобретена у Минского предпринимателем и меценатом Павлом Третьяковым. Советский искусствовед Софья Пророкова отмечала, что совет купить картину Третьяков получил от Владимира Стасова. Стасов писал меценату 27 ноября 1891 года: «я вёл предварительные переговоры с кем следует и, если бы Вы пожелали, Вы могли бы приобрести картинку Репина (находящуюся в частных руках) „Исповедь“, о которой мы с Вами не раз говорили и которая мне всегда казалась самым высшим произведением Репина по выражению». В ответном письме 4 декабря 1891 года Третьяков сообщал: «насчёт „Исповеди“ скажу, когда приеду, надо взглянуть Вашу фотографию, я её совсем не помню».
В начале января уже 1892 года Третьяков увидел картину в Санкт-Петербурге и принял решение купить её для своей коллекции. Прежде чем продать полотно меценату, Минский уведомил о такой возможности его автора. В архиве Минского в рукописном отделе Института русской литературы хранится ответ художника, датированный 6 января 1892 года: «Многоуважаемый Николай Максимович! Картинка — Ваша собственность и потому я не имею никакого права вмешиваться, как Вы распорядитесь с нею. Конечно, мне так же, как и всем заинтересованным искусством людям, очень желательно, чтобы она попала в общедоступную галерею. А в денежный вопрос не считаю себя в праве впутываться, хотя идея Ваша мне очень симпатична». Зильберштейн предполагал, что под «симпатичной» идеей подразумевалось решение поэта передать вырученные от продажи полотна деньги в помощь голодающим крестьянам центральных областей России. Точно так же распорядился Минский другой картиной Репина «Арест пропагандиста» в 1898 году. Она была продана коллекционеру Ивану Цветкову, а вырученные от продажи деньги были переданы в помощь голодающим.
Меценат сообщал Репину в письме 7 января 1892 года: «„Исповедь“ приобрёл за 500 рублей, к удовольствию и своему, и Владимира Васильевича». В письме уже самому Стасову Третьяков писал об этой картине: «Та самая, которую через Вас приобрёл, года на ней нет, узнал я о ней от Вас около 1886 года». Зильберштей утверждал, что датировка Третьякова ошибочна, так как рассказать о картине художественный критик мог не ранее весны 1888 года, когда впервые её увидел сам.
В каталоге Государственной Третьяковской галереи с 1893 года полотно значится под инв. 744. Перед персональной выставкой Ильи Репина в 1936 году картина получила другое название — «Отказ от исповеди», которое прочно укрепилось в сознании зрительской аудитории на длительное время (например, под этим названием картина внесена в каталог работ Репина в Государственной Третьяковской галерее, изданный в 1944 году). В настоящее время картине возвращено её более раннее название.
Картина неоднократно демонстрировалась на национальных и международных выставках: в 1924 («Илья Ефимович Репин. 1844—1924»), 1936 (выставка произведений художника), 1944 («И. Е. Репин. 1844—1930»), 1971—1972 годах — в Москве («Передвижники в Государственной Третьяковской галерее. К столетию Товарищества передвижных художественных выставок»), в 1937 году — в Ленинграде (выставка произведений художника), в 1957—1958 годах — в Москве и Ленинграде («Илья Ефимович Репин»), в 1966—1967 годах — в Токио и Киото («Шедевры новой живописи СССР. Эрмитаж, Государственный музей изобразительных искусств имени А. С. Пушкина, Русский музей и Третьяковская галерея в Ленинграде и Москве»), в 1969 году — в Варшаве («Русское изобразительное искусство с XIII века до наших дней. Живопись. Скульптура»), в 1971—1972 годах — в Ленинграде, Киеве и Минске («Портретная живопись передвижников. К столетию Товарищества передвижных художественных выставок»), в 1974 году — в Риме и Флоренции («Русская и советская живопись с XIV века до современности»), в 1978 году — в Токио и Наре («Выставка шедевров великого мастера русской живописи И. Репина»), в 1984—1985 годах — в Дюссельдорфе, Штутгарте и Ганновере («Русская и советская художественная традиция и современность. Работы шести веков»), в 1986—1987 годах в Белграде, Сараево и Нови-Саде («Илья Ефимович Репин. 1844—1930»), в 1989 году в Цюрихе («Русская живопись XIX века. Реализм. Импрессионизм. Символизм. Из собраний Государственной Третьяковской галереи в Москве и Государственного Русского музея в Ленинграде») и Розенхайме («Русская живопись XIX века. Произведения искусства из Государственной Третьяковской галереи в Москве»), в 1889—1890 годах в Хельсинки, в 1993 году в Токио, Наре и Фукуоке («Передвижники в Третьяковской галерее»), в 1994—1995 годах — в Москве и Санкт-Петербурге («Илья Ефимович Репин. К 150-летию со дня рождения»), в 1993 году — в галерее Ретретти в Финляндии («Илья Репин. 1844—1930. К 150-летию со дня рождения»), в 2001—2002 годах — в Гронингене («Илья Репин. Тайна России»), в 2002—2003 годах — в Санкт-Петербурге (выставка «Двое» в рамках IV Международного зимнего фестиваля «Площадь искусств»), в 2003 году — в Саарбрюккене и Берлине («Илья Репин»), в 2004 году — снова в Хельсинки («Сокровища Третьяковской галереи. Шедевры русской живописи XIX века — начала XX века»), а также на других выставках.

## «Перед исповедью» в оценке искусствоведов и культурологов

### В дореволюционной России
Татьяна Юденкова отмечала, что «по неизвестным причинам Репин никогда не показывал эту картину Владимиру Стасову, а на его вопросы о картине, которая создавалась около 10 лет, художник равнодушно и небрежно отвечал: „это — так, тут ничего нет“» (именно таким образом она истолковывала письмо от 8 мая 1888 года Владимира Стасова Илье Репину). По мнению Юденковой, Стасов был обижен из-за этого. Причиной же отказа художника познакомить Стасова с полотном искусствовед считала то, что Репин вкладывал в окончательный вариант полотна иной, более широкий смысл, чем в стихотворении Николая Минского. Именно отталкиваясь от этого стихотворения, Стасов давал трактовку созданной его другом картины. У Минского узник отказывается раскаяться и даже с гордостью перечисляет свои «грехи»: «любовь к „бедным и голодным“, веру в „вечное добро“». Священник, выслушав смертника, советует ему молиться перед казнью. В ответ приговорённый сознаётся, что много размышлял о Христе, но пришёл к мысли, что «если бы святая кровь Христа искупила бы грехи мира, то его казни могло бы не быть».

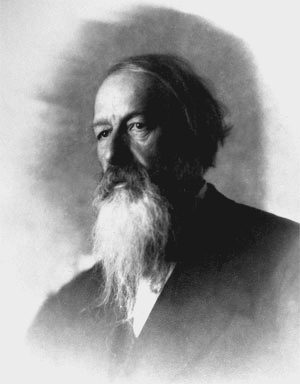
Владимир Стасов в 1873—1875 годах

В стихотворении Минского, от которого отталкивался в своём понимании картины Стасов, смертник обвиняет церковь в фальши, а самому священнику говорит, что он — лжец, «оскверняющий „Божий храм кощунственною ложью“». Увидев слёзы на глазах собеседника, узник благодарит его за «душевное слово… прощая в его лице всех своих врагов, и таким образом органично переходит на христианские позиции всепрощения», но всё же продолжает утверждать, что священник ему — враг.
В результате Владимир Стасов увидел картину «Перед исповедью» только в 1888 году у её владельца — Николая Минского. Получив фотографию картины от него в мае 1888 года, художественный критик пришёл в восторг:

Я получил сию секунду Вашу «Исповедь». Наконец-то я эту вещь увидел и, конечно, в ту же секунду, в то же мгновение выпросил, вымолил себе фотографию у Минского. Наконец-то, наконец-то я увидел эту картину. Потому что это настоящая картина, какая только может быть картина!!! И Вы мне её не только никогда не показывали, но даже говорили, что это — так, что тут ничего нет… из-за Вашего равнодушного и небрежного отзыва я так до сих пор не видел этой изумительной вещи. Да, изумительной. Она для меня в первую же секунду вступила в казнохранительницу всего, что только для меня есть дорогого и важного от искусства… Вот что мне от нынешнего искусства надо; это то, что мне от него дорого и бесценно… Какой взгляд, какая глубина у Вашего осуждённого!! Какой характер, какая целая жизнь тут написалась — точь-в-точь в «Не ждали». Что впоследствии после Вас останется — вот это-то и будет. Никто ничего подобного не пишет в Европе.— Владимир Стасов. Письмо Илье Репину. 8 мая 1888 года

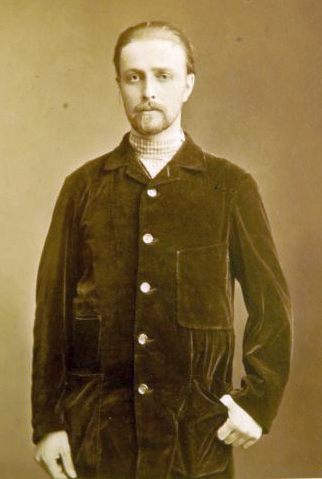
Владимир Чертков в 1883 году. Фотография Александра Эйхенвальда

Владимир Стасов считал, что сюжет картины однозначен для зрителя. Он писал в письме 12 декабря 1889 года Репину: «„Исповедь“, — никаких объяснений, и сразу все поняли, как, что, где, когда». Отталкиваясь от этого однозначного понимания художественным критиком, Юденкова утверждала, что современники художника сразу разделились на два враждебных лагеря — сторонников и противников полотна. Стасов сообщал в том же письме, что за день до этого у него дома побывал толстовец Владимир Чертков. Заметив на стене фотографию картины «Перед исповедью», он пришёл в такой восторг, что попросил её себе «на один день», чтобы показать жене и «кое-кому другому». Стасов в шутку писал, что опасается, как бы Чертков не переснял для себя эту фотографию. Стасов утверждал в письме, что «Перед исповедью» — лучшая из трёх работ Репина на революционную тему (в сравнении с «Не ждали» и «Арестом пропагандиста»). Завершал он письмо словами: «Это просто изумительная штука, это просто — вылилось!».
Зильберштейн не сомневался, что Чертков, увлекавшийся в то время фотографированием, сделал для себя снимок с фотографии Стасова. После того как Чертков был выслан за пределы Российской империи, он передал снимок редакции журнала «Жизнь», который выходил в Лондоне на русском языке. Репродукция с этого снимка была опубликована в самом первом номере журнала, вышедшем в 1903 году. В аннотации к этой репродукции был следующий текст: «Картина Репина „Перед казнью“ воспроизводится по фотографии, любезно предоставленной в наше распоряжение В. Г. Чертковым… Приговорённый к казни напоминает Желябова. Перед лицом смерти встретились казённо-православное лицемерие и откровенно-мужественное убеждение».
Владимир Стасов постоянно упоминал картину в своих статьях. В статье «Двадцатилетие передвижников» (1892) он причислил полотно к числу «сильнейших и глубочайших картин русского искусства». В статье «Павел Михайлович Третьяков и его картинная галерея» (1893) художественный критик отнёс его к «изумительным» картинам Ильи Репина в собрании мецената. А в статье «Юбиляры» (1896) он назвал «Перед исповедью» одним из наиболее удавшихся произведений Репина на «русские» сюжеты. Именно в них, по мнению Стасова, художник проявил «всю силу, весь его талант, всю его выразительность и поразительную правдивость». Наконец, в статье «Русские художники в Венеции» (1897) Стасов писал:

картинка была ещё очень умеренно хороша и значительна: так, например, исповедающий поп был-таки изрядно незначителен и ординарен. Но лицо исповедуемого, но его поза! Что это был за chef d’œuvre! Гордость, несокрушимая сила воли, решимость, убеждённость в своем, отчасти даже презрение ко всему, что не его — как всё это нарисовалось пламенными чертами на его лице, в его позе, в наклоне его тела, в запрокинутой его голове, в задвинутых до локтей, одна над другою, внутри рукавов тюремного халата, руках его. И что же! Какая странность! Это картина с чудным выражением сильной, непреоборимой личности была продана в галерею Третьякова всего за 300 рублей, тогда как громадная масса других картин гораздо меньшей силы и значения, выражения и человеческой душевной правды, покупались и ставились в галерею за тысячи и десятки тысяч рублей.— Илья Зильберштейн. Работа И. Е. Репина над картиной «Отказ от исповеди перед казнью»
.
Ответ Третьякова был раздражительным. Он указывал, что заплатил не 300, а 500 рублей, и нельзя утверждать, что это малая сумма, так как картина была передана в дар и поэтому «мы не знаем», во сколько бы оценил её сам автор. Новое письмо Стасова утверждало: «„Исповедь“ — самое высокое и глубокое создание Репина из всего, что он только сделал на своём веку». В ответ на вопрос Третьякова, зачем вообще стоит писать о цене, за которую он приобрёл картины, Стасов писал: «всё важно, и высоко, и интересно в истории такого крупного, необычайно крупного художественного создания как „Исповедь“».
Даже в возрасте более 80 лет уже в связи с революционными событиями 1905—1907 годов Стасов, размышляя о необходимости отразить их в изобразительном искусстве, продолжал восхищаться картиной «Перед исповедью» в письме к Наталье Нордман и в двух письмах к самому Репину.
Илья Зильберштейн сообщал о существовании ещё двух писем Стасова брату, в которых присутствует упоминание о картине «Перед исповедью». Художественный критик в одном из них писал: «Я, между тем, видел его „Исповедь“. Уже и в фотографии это изумительнейшая вещь, а в красках!!!… Голова главнейшего человека, его поза, его взгляд, его выражение — не расскажешь! Фотография уже у меня висит на стене, рядом с „Не ждали“ и „Христом“ Иванова». В другом Владимир Стасов предполагал, что «Запорожцы», над которыми работал тогда художник, вероятно, станут лучшим его полотном, но «кроме „Исповеди“, которую, по выражению и современности 70-х годов я ставлю решительно выше всего».
В 1894 году в Третьяковской галерее побывал Лев Толстой. Его дочь Мария в письме, адресованном старшей сестре Татьяне, рассказывала, что писатель надолго задержался возле «Ареста пропагандиста». Также, ему «очень понравилась» другая картина Репина — «Священник у приговорённого» (под этим названием в письме фигурирует «Перед исповедью»).

### В Советском Союзе до 1941 года
Надежда Крупская, вспоминая, как высоко ценил её супруг творчество Ильи Репина, отмечала как наиболее выдающиеся полотна художника «Не ждали», «Арест пропагандиста» и «Отказ от исповеди».
Доктор искусствоведения Иеремия Иоффе в монографии «Синтетическая история искусств. Введение в историю художественного мышления» (1933) отмечал, что внимание Репина привлекает революционная интеллигенция и её переживание ареста, заключения и освобождения: «Лицо интеллигента с его подвижной богатой мимикой драматических аффектов возмущения, раздумья, растерянности, психического страдания как бы возводит конкретного человека до общечеловеческих переживаний, выводит из сословных рамок». В качестве примера исследователь приводит главного героя картины «Перед исповедью». Сцена действия погружена во мрак, что подчёркивает мучительность переживаний приговорённого к казни. У него суровое страдальческое лицо. Хотя оно направлено на священника, глаза тем не менее смотрят мимо креста. Иоффе подчёркивал настороженное ожидание священнослужителя, фигура которого изображена художником лишь как тёмный силуэт.

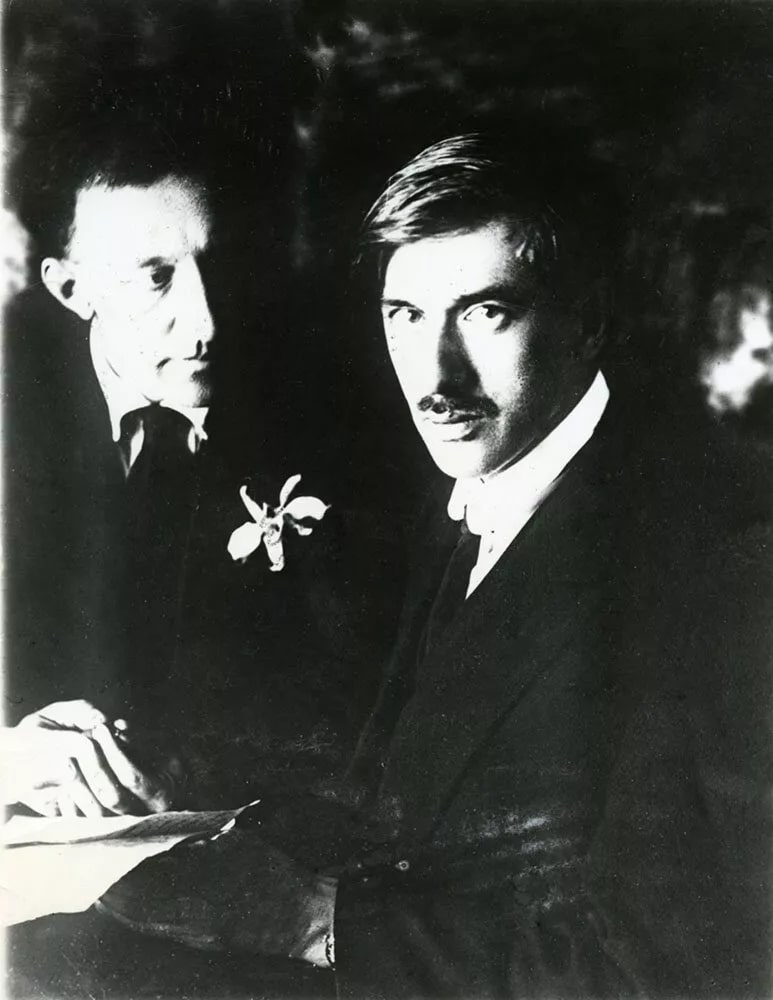
Корней Чуковский (справа) с Александром Блоком в 1921 году

Поэт и литературовед Корней Чуковский в мемуарах о Репине, опубликованных впервые в 1936 году, писал, что творчество не было для художника «изнурительной тяготой». Писатель в подтверждение этой мысли вспоминал, что на одном мольберте стоял у Репина «Крестный ход в Курской губернии», на другом картина «Не ждали», на третьем — «Иван Грозный и сын его Иван 16 ноября 1581 года», четвёртом — «Отказ от исповеди перед казнью», на пятом — «Портрет Сютяева», на шестом — «Запорожцы». В другом месте книги Чуковский назвал художника «драматургом русской живописи», отметив, что полотна «Иван Грозный и сын его Иван 16 ноября 1581 года», «Царевна Софья», «Не ждали», «Отказ от исповеди» и «Арест пропагандиста» изображают «кульминационные моменты трагедий и драм». В частности, в картине «Отказ от исповеди» писатель отметил гордое лицо революционера, «победившего ужас смерти, противопоставляющего своим палачам несокрушимую духовную силу». Изображая сильные чувства, Репин обходился без ложного пафоса, «театральных эффектов и преувеличенных жестов».

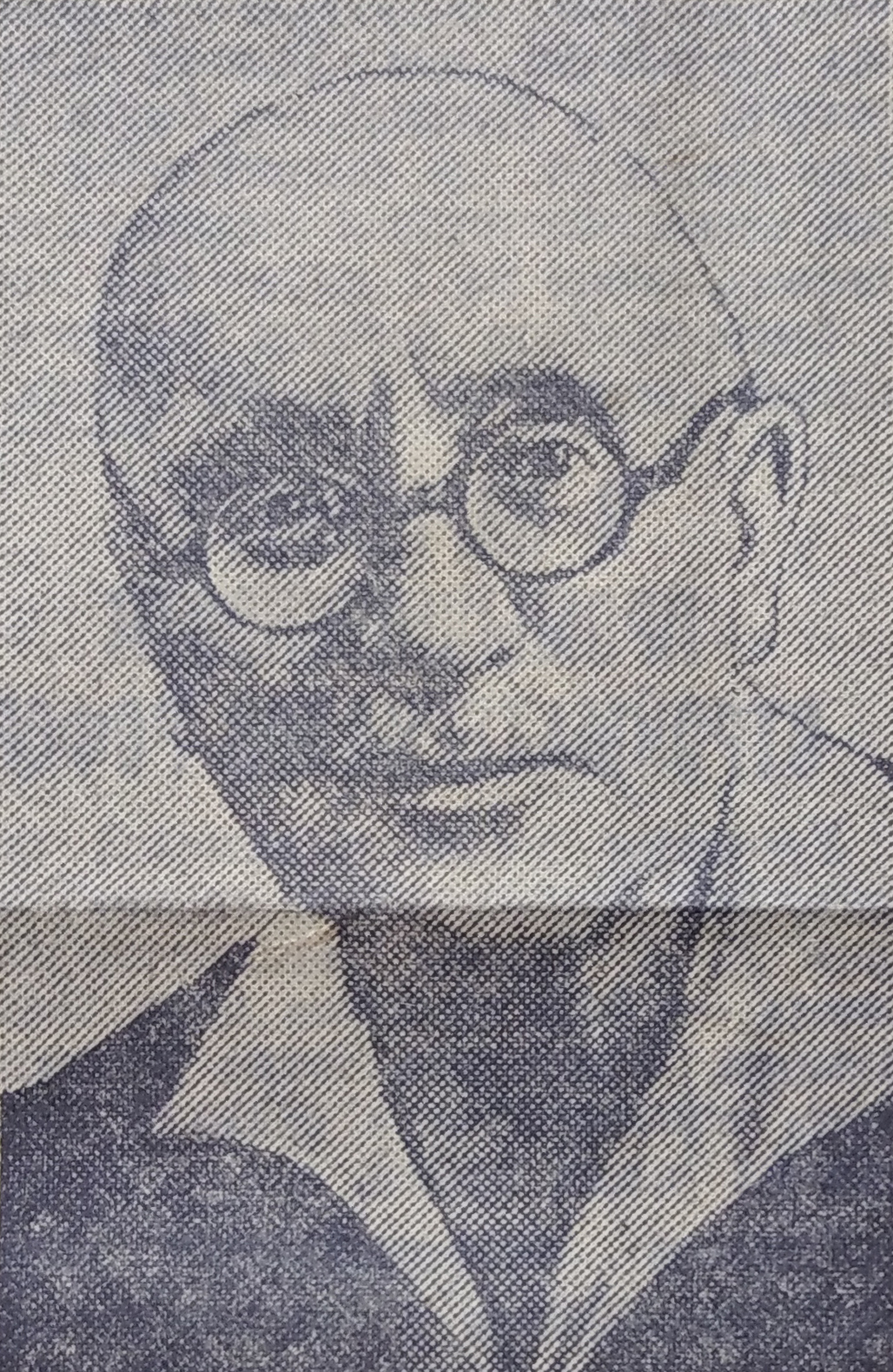
Игорь Грабарь в 1939 году

Герой картины «Отказ от исповеди перед казнью», указывал Чуковский, сидит на койке, запахнувшись в арестантский халат, а чтобы не «соблазниться» напыщенным жестом, художник изобразил его с руками в рукавах, тем самым лишив себя наиболее сильного средства для выражения человеческих чувств. Тем не менее именно благодаря отсутствию внешних эффектов на картине убедительно передано «чувство испепеляющего презрения к врагу и морального триумфа над тиранией и смертью».
Игорь Грабарь в монографии о Репине, вышедшей первым изданием в 1937 году, писал, что если бы художник не был «до обмороков» занят окончанием картины «Крестный ход в Курской губернии», а затем работой над «Не ждали» и «Иван Грозный и сын его Иван 16 ноября 1581 года», которые просто не оставляли ему свободного времени, то «Отказ от исповеди перед казнью» мог бы стать «шедевром чисто репинской психологической углублённости». Грабарь считал, что картина в Третьяковской галерее является только эскизом к так и не осуществлённому замыслу, хотя Владимир Стасов, который, по утверждению исследователя (в противоречие с точкой зрения Юденковой), увидел её в московской мастерской художника, «пришёл в неистовый восторг и нашёл, что лучшего художник ещё ничего не создавал». Свидетельством же, что Репин собирался написать на эту тему большую картину, является, с точки зрения Грабаря, голова революционера «в величину натуры», относящаяся к 1897 году. Автор комментария ко 2-му изданию монографии Грабаря, основываясь на статье Зильберштейна, считал этот этюд подделкой.
Грабарь писал, что в первоначальном замысле композиция картины «Перед исповедью» включала три фигуры: революционера, священника и тюремщика. Первый из них был безусым юношей в обычном костюме. Священник был толстым со скуфьёй на голове. Он был изображён в развороте в три четверти по отношению к зрителю. В последнем варианте остались только два персонажа. Революционер выглядит более пожилым и одет в арестантский халат. Он обращён лицом к зрителю. Священник, напротив, стоит к зрителю спиной. Благодаря этому внимание приковано к революционеру, приговорённому к смерти, а священник с крестом в руках воспринимается в значительной степени как символ. Революционер «с гордо вскинутой головой смотрит на попа» и, по мнению Игоря Грабаря, обращается к нему со словами: «Чего ты, батя, стараешься? Как тебе не стыдно?».
Профессор Александр Барышников отмечал в книге «Перспектива» (1939), что Репин самым тщательным образом продумывал реальные условия изображённого на его картине. Как пример, он приводит полотно «Перед исповедью». События, которые происходят в тесной камере, в реальном мире можно рассмотреть только снаружи, а по мысли Барышникова — в глазок в её двери (точно так же сцену в деревянном доме на картине «Арест пропагандиста», с точки зрения исследователя, можно увидеть только через окно). Позиция наблюдателя удалена в этой композиции на полторы диагонали картины. Именно этим и вызвано отсутствие резких перспективных линий в изображении кровати. Более того, эти «спокойные», по словам искусствоведа, линии ещё и подчёркивают мужественное поведение смертника. Голова главного героя оказывается на линии горизонта. Такое же положение головы основного персонажа полотна Барышников нашёл и на картине «Иван Грозный и сын его Иван». Сама же линия горизонта на полотне «Перед исповедью» опущена от верхнего края картины на одну треть её высоты. Автор приводит схему перспективного анализа полотна на иллюстрации № 88 своей книги. Само построение перспективы на картине Барышников называет угловым (в нём задняя стена не является параллельной плоскости картины).
Советский искусствовед Наталия Моргунова-Рудницкая в книге «Илья Репин» (первое издание в 1939 году, ещё одно вышло в 1965 году) считала, что Репиным был создан с 1876 по 1884 год целый цикл картин о «страданиях героев-революционеров». К нему она отнесла полотна «По грязной дороге» («Под конвоем. По грязной дороге», 1876, холст, масло, размер — 26,5 × 53 см, Третьяковская галерея, инв. 11158, полотно поступило в 1929 году из Музея иконописи и живописи имени И. С. Остроухова в Москве, а до этого оно находилось в частной коллекции русского пейзажиста и историка искусства Ильи Остроухова), «Арест пропагандиста», «Перед исповедью», «Сходка» (1883, холст, масло, размер — 104,3 × 175,2 см, Третьяковская галерея, инв. 6312, полотно поступило из Государственной Цветковской галереи) и «Не ждали». «Перед исповедью» среди них — наиболее сильное и трагическое произведение. Особо искусствовед отмечала, что революционер-интеллигент на этом полотне бросает вызов не только православной церкви, но и религии, а «идейной высоте» сюжета соответствует и «высота художественного исполнения». Особое впечатление, по её мнению, оставляет нравственный контраст персонажей и лаконичность художественного языка. Средством выражения идейного содержания стал цвет. Хотя в камере царит мрак, зритель видит в ней всё. Моргунова-Рудницкая связывала это с умением Репина использовать различные оттенки чёрного цвета. В данном случае художник выбрал для изображения серебристо-чёрный колорит.

### В Советском Союзе в 1941—1953 годах
Кандидат искусствоведения Николай Машковцев в «Кратком очерке жизни и творчества» Репина (1943) называл картину знаменитой. Тем не менее искусствовед считал, что она осталась в эскизном состоянии. Художника отвлекла работа над масштабными полотнами «Крестный ход в Курской губернии» и «Не ждали». Однако лицо главного героя на картине «Перед исповедью» Машковцев назвал «одним из самых сильных по своей выразительности во всей живописи Репина». Советский искусствовед Алексей Лебедев в брошюре «Илья Ефимович Репин» (1944) особо отмечал, что художник изобразил «лицо русского человека», исполненного веры в революционные идеалы и готового идти на смерть ради них, поэтому отвергающего услугу, которую ему пытался оказать священнослужитель.

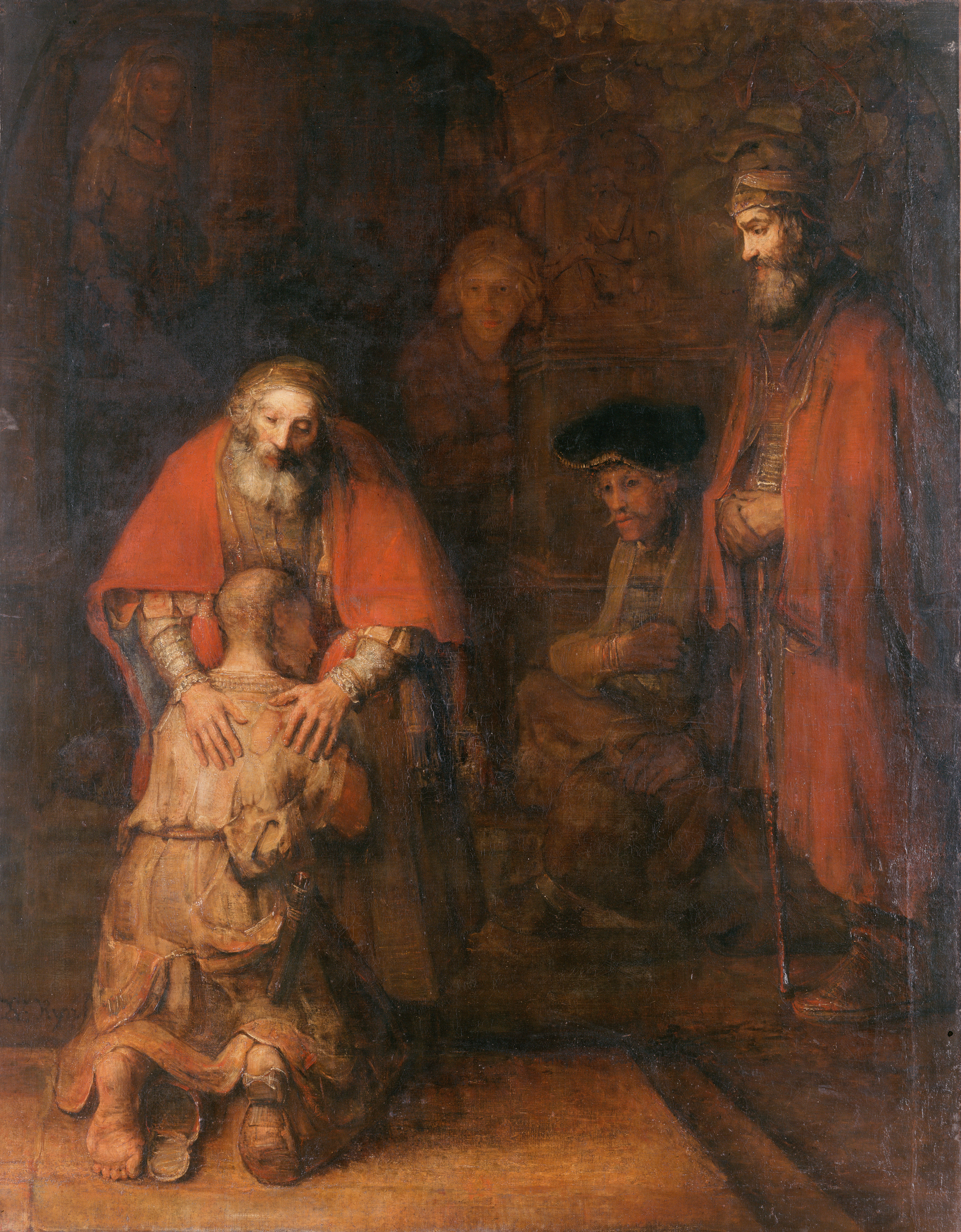
Рембрандт. Возвращение Блудного сына, около 1668

Советский искусствовед Герман Недошивин назвал полотно Репина шедевром, отмечая лаконичность композиции, колорит «в духе старшего поколения», глубокую психологичность образа главного героя: «На койке боком, съёжившись, как от холода, сидит смертник. Раскрыта грудь — халат распахнулся, рубашка расстёгнута, длинные волосы нечёсаны, измятое лицо с воспалёнными глазами. Человек бесконечно усталый, загнанный, беззащитная жертва свирепой жандармской мести». В отношении колорита полотна Недошивин писал, что только на первый взгляд картина «Перед исповедью» является «тождественной» работам передвижников 1870-х годов. На самом же деле, если у них такой колорит выражает серую будничность конкретных предметов, то в этом полотне «асфальтовая мрачность цветового решения „Отказа от исповеди“ диктуется чисто эмоциональными задачами». Репин хотел создать трагическое ощущение события, поэтому зрителю вспоминаются картины Рембрандта. Искусствовед сравнивал эту картину с более поздним эскизом художника «У царской виселицы» (1907, Государственный центральный музей современной истории России). На ней изображена другая жертва царизма — хрупкая девушка «с безжизненно повисшими руками».
Сходство «Перед исповедью» с творчеством Рембрандта Недошивин видел не в конкретных приёмах, а в сходстве принципов. Психологическая сосредоточенность, внимание к внутреннему миру главного героя, строгий и вместе с тем эмоционально насыщенный колорит, «торжественное молчание, господствующее в картине» характерны и для полотен Рембрандта. Герман Недошивин предполагал, что молчаливый диалог двух фигур (одна лицом, другая спиной к зрителю) восходит к «Блудному сыну», но первоначальный смысл картины-прототипа в полотне Репина был утрачен. Недошивин писал, что «Отказ от исповеди» — переломная картина в развитии образа революционера у художника. В ней впервые раскрывается не конкретное действие или ситуация, а личность самого субъекта. Герой предстаёт как совокупность трёх черт своего характера: 1) борец (как таковой он представал прежде в полотнах «По грязной дороге» и в «Аресте пропагандиста»), 2) человек, для которого характерно величие духа, 3) представитель новой революционной морали, побеждающий судьбу. Последние две его ипостаси принципиально новые и, по мнению Недошивина, не характерные для более ранних образов революционеров в творчестве Репина.
Отвечая на риторический вопрос, почему Репин продолжил поиски образа революционера после завершения картины «Перед исповедью», Недошивин писал: «Репин, конечно, не мог удовлетвориться той эскизностью „малой формы“, в какой вылилась у него тема „Отказа от исповеди“. Строго говоря, при всей законченности, это не картина, а эскиз, очень выразительный и сильный, но требующий своего более монументального развития. Этим объясняется, почему мастер не оставляет мысли вернуться к теме „Отказа от исповеди“… Однако, по-видимому, дело было не только в чисто внешней недоработке темы… Оставалось ещё и другое — дело, сама революционная борьба, в которой оправдывались все личные качества человека… В „Отказе от исповеди“ вместе с устранением сюжетно-повествовательной стороны отпало изображение действия, подвига, в котором выковывались столь мощные характеры».
В статье «Темы крестьянской жизни и революционного движения в творчестве Репина 70—80-х годов XIX века» (1952) доктор искусствоведения Дмитрий Сарабьянов писал, что начатая в конце 1870-х годов, во время подъёма революционного движения, картина «Перед исповедью» отражает реалии именно того времени. Она, по мнению искусствоведа, запечатлевает революционную тему как подвиг самопожертвования «ради народного дела». Сарабьянов отмечал, что картина правдиво изображала действительность. В то время революционер был обречён. Он не мог одержать реальную победу над царизмом, его победа носила лишь моральный характер. Сарабьянов соглашался с мнением Игоря Грабаря, что картина — лишь подготовка к созданию большого полотна на эту тему, а этюд «Голова», продемонстрированный на выставке 1936 года и находящийся в одном из частных собраний в Москве, является свидетельством в пользу такой точки зрения. Причиной того, что Репин не вернулся к созданию большого полотна, автор статьи считал строгость цензуры, которая ставила бы, по выражению исследователя, «рогатки» публичному экспонированию полотна. Сарабьянов обращал внимание, что стихотворение Минского демонстрирует моральное превосходство осуждённого над священником, в первоначальном рисунке же Репина из собрания Русского музея, который наиболее детально передаёт текст, этого нет. В нём обличителем является художник, а не смертник, который становится таковым в окончательной версии картины.
Сарабьянов обращал внимание на опубликованную Зильберштейном в 1950 году и датированную им 1880-ми годами картину «Революционерка перед казнью» (другое название — «В одиночке» или «В одиночном заключении», Дмитрий Сарабьянов утверждал, что на 1952 год местонахождение этой картины ему было неизвестно, но в 1974 году чехословацкий искусствовед Владимир Фиала писал в книге «Русская живопись в собраниях Чехословакии», что она входит в коллекцию Национальной галереи в Праге; инв. DO-6257, холст, масло, 210 × 140 см). На ней, как и на картине «Перед исповедью», снова представлен одинокий герой в ожидании смерти. Но в нём уже нет уверенности в своей правде, наоборот, на лице женщины «исступление, томительное ожидание казни».

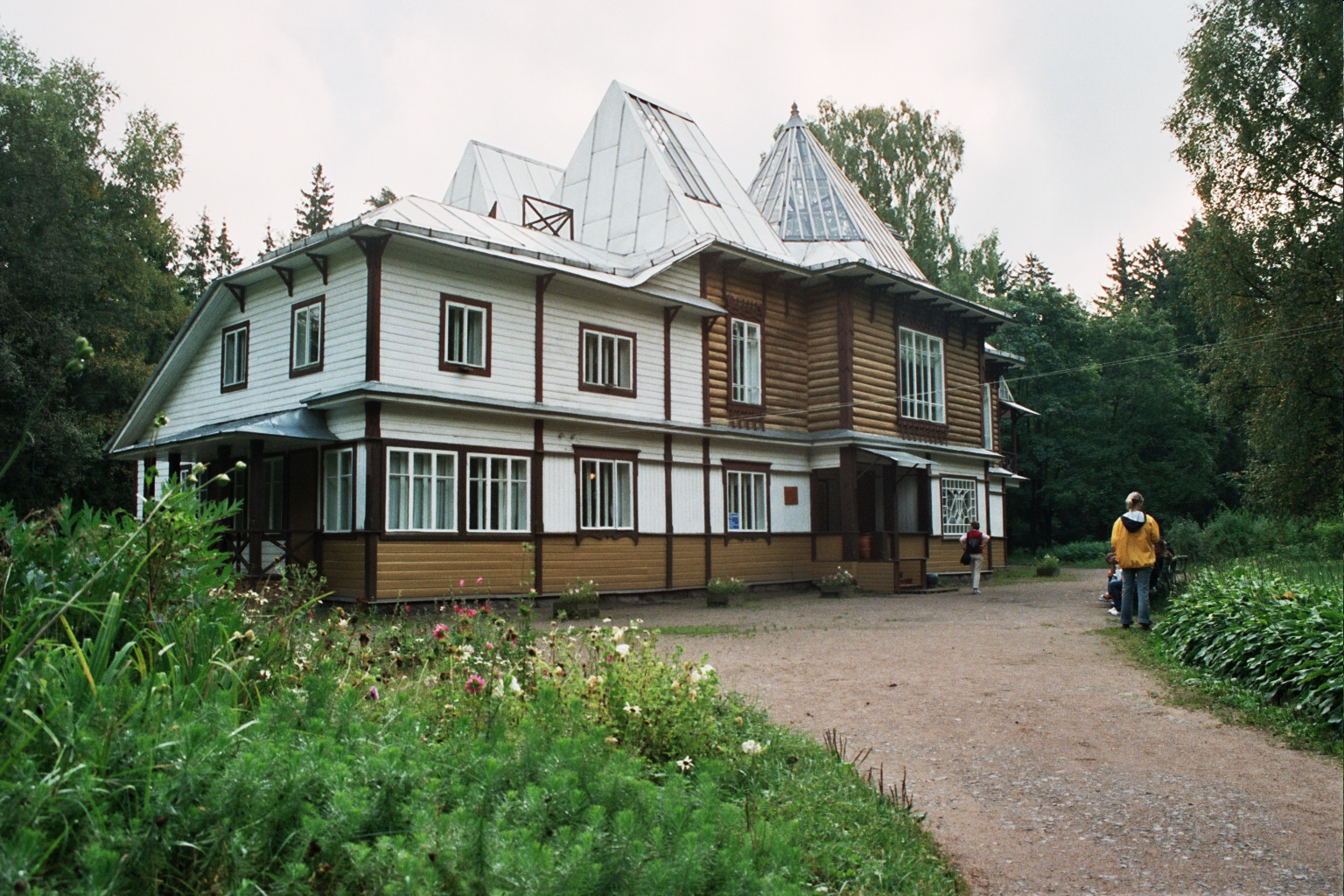
Усадьба Репина Пенаты

Доктор искусствоведения Илья Зильберштейн писал о картине «Перед исповедью»: то немногое, что сказано о ней в научной литературе, ведёт любителя искусства по ложному пути. Так как история полотна долгое время была слабо известна, «идейный смысл её оставался понятным лишь в самой общей и притом далеко не верной форме». Из того, что автор не показывал «Перед исповедью» даже друзьям, Зильберштейн сделал вывод, что художник не считал, что полностью сумел воплотить в картине свой замысел. Исследователь утверждал, что выбором темы и мастерством исполнения картины Репин доказал, что в своём творчестве встал на сторону трудового народа и революции. Зильберштейн писал, что до публикации его статьи «Работа И. Е. Репина над картиной „Отказ от исповеди перед казнью“» (1952) был известен лишь один карандашный эскиз к картине, но уже тогда можно было предполагать по аналогии с другими картинами художника, что и этой предшествовала длительная и трудоёмкая предварительная работа. В частных собраниях, в провинциальных музеях, в собрании произведений Репина, переданном Финляндией Третьяковской галерее в 1949 году, а также в Чехословакии удалось найти ещё семь набросков к картине. Несколько эскизов хранилось в усадьбе Репина Пенаты в посёлке Репино (ранее Куоккала) Курортного района Санкт-Петербурга, но они были утрачены и к моменту публикации статьи их судьба была неизвестна.
Зильберштейн, как Грабарь и Недошивин, высказывал предположение о том, что картина «Перед исповедью» воспринималась автором лишь как эскиз к будущей монументальной картине на этот сюжет. Именно поэтому, по мысли исследователя, художник и не показывал своё полотно Стасову. Он писал: «Может статься, он рассматривал своё лишенное монументальности полотно лишь как эскиз к будущему произведению, в котором мечтал достигнуть ещё большей идейной насыщенности, большей художественной правды, большего мастерства», отмечая, однако, что «Репин так и не принялся за новый холст „Отказа от исповеди“. Он не нашёл, по-видимому, ни времени, ни возможности для того, чтобы приступить к этой сложной и трудоёмкой работе».
Илья Зильберштейн писал, что в России со времён Петра I священникам предписывалось доносить гражданским властям о «преднамеренных злодействах», выражающихся в «бунте на государя», которые были открыты в ходе исповеди. Священникам, которые этого не сделают, угрожала смертная казнь. Поэтому, с точки зрения искусствоведа, картина «Перед исповедью» выражает неприятие художником церкви как пособника царизма. Зильберштейн также отмечал, что Репин отдавал должное героизму и самоотверженности русских народников, но не проповедовал в своих картинах их революционную доктрину — «не солидаризировался с их методами борьбы и ложной теорией». В своих выводах к статье «Работа И. Е. Репина над картиной „Отказ от исповеди перед казнью“» советский искусствовед отмечал двойное значение полотна: 
- Художник «изобличил» православное духовенство в попытках примирить революционеров-народников с самодержавием.
- Он создал героический образ революционера-народника, преданного борьбе за свободу и стойкого перед лицом смерти.

Кандидат искусствоведения Ольга Лясковская, сравнивая картину и стихотворение Минского, писала, что у Репина на картине живой и индивидуальный образ революционера. Это — «полнокровный, своеобразный человек», а герой стихотворения Минского — «отвлечённый ритор, хотя и носитель передовых идей».

### В СССР в 1953—1984 годах
Доктор исторических наук Сергей Иванов обращал внимание, что князь Мещерский называл картину Репина «Перед исповедью» «Поп, напутствующий „каторжанина“» (слово «каторжанин» выделено кавычками самим Ивановым; мысль о том, что речь идёт об одной и той же картине проводится и в статье Зильберштейна). Иванов считал это намеренным искажением истины. Изображён на полотне был не «каторжанин». Это следует хотя бы из того, что каторжанина «нечего было напутствовать», в услугах священнослужителя нуждался приговорённый к казни. Возможно, для Мещерского «Отказ от исповеди перед казнью» и «Поп, напутствующий каторжанина» были разными картинами. В статье кандидата исторических наук Ксении Вальковой приводится, по её утверждению, полный текст цитаты со ссылкой на одно из двух изданий книги Моргуновой-Рудницкой о жизни и творчестве Репина в 1965 году. Мещерский, если верить данной цитате, писал дословно: «Прибавьте к „Отказу от исповеди перед казнью“ картину „Последние минуты Белинского“ Наумова, которую, кажется, не допустили на выставку, или он сам не захотел её выставить, и картину „Поп, напутствующий каторжника“, тоже, вероятно, не допущенную на выставку…». В книге же Софьи Пророковой цитата звучит по другому: «Прибавьте к этому картину „Последние минуты Белинского“ Наумова, которую, кажется, не допустили на выставку, или он сам не захотел её выставить, и картину „Поп, напутствующий каторжника“ (по лицу, должно быть, политического), тоже, вероятно, не допущенную на выставку…». Справедливым Сергей Иванов считал убеждение князя Мещерского в огромном влиянии картины на молодёжь. «Картина Репина действительно революционизировала народные массы», — писал Иванов в заключение своего анализа картины «Перед исповедью».
Советский искусствовед и автор биографии Репина в серии «Жизнь замечательных людей» Софья Пророкова, отмечая небольшой размер картины «Перед исповедью» и общественную ситуацию в начале правления императора Александра III, «когда повсюду свирепствовал жесточайший террор», писала, что художник, работая одновременно против своего желания по заказу Министерства императорского двора над созданием картины, изображающей Александра III, произносящего речь перед волостными старшинами во дворе Петровского дворца в Москве, «конспиративно» создавал это полотно маленьким «как прокламацию». Описывая сюжет картины, она не сомневалась в симпатиях автора полотна: «гордо откинув голову… с презрением и вызовом смотрит на священника несгибаемый человек. Жалкой игрушкой повис в воздухе большой поповский крест. Человек не хочет исповеди перед смертью. Он ненавидит и трон и церковь и, не дрогнув, пойдет на эшафот во имя свободы».
Пророкова отмечала, что сохранившиеся наброски позволяют восстановить последовательность работы художника над материалом. Окончательный вариант она назвала «точно сколоченной» композицией, «в которой нет ни одного лишнего предмета, ни одной лишней детали». Картина очень маленькая, но автор работал над ней многие годы. Работать в это время ему приходилось одновременно над несколькими холстами. Репин многие годы искал натурщиков для картины «Перед исповедью», в процессе поисков он зарисовывал разные лица, пытался определить типажи героев полотна. Пророкова предполагала, что Репин записывал текстом новые варианты композиций на каких-то клочках бумаги, которые не дошли до нашего времени. В результате в настоящее время уже невозможно определить, когда в сознании художника созрела композиция окончательного варианта. Ориентиром для датирования, однако, она считала приезд художника Константина Первухина к Репину на дачу в посёлок Сиверский под Петербургом весной 1885 года. Некоторые черты внешности Первухина помогли художнику завершить работу над лицом приговорённого к смерти. Однако, по её мнению, всё же облик революционера в основном создавался «по воображению».
Пророкова противопоставляла «мглу и сырость камеры» «светлому, озарённому лицу человека, не поникшего, не задохнувшегося в удушливом воздухе тюрьмы». Исходя из композиции, искусствовед делала однозначный вывод: «Исповеди не будет». По мнению исследователя, на картине изображено «столкновение двух вер: одной, обагрённой кровью казнённых, и другой — чистой, за которой будущее человечества». Хотя революционера ждёт скорая смерть, победа в противостоянии остаётся за ним, «к тому же на пороге смерти он сломил и обессилил священника своей верой». Священник предстаёт на картине жалким, а крест в его руках — детской «смешной игрушкой».
Прохорова сопоставляла «Перед исповедью» с рисунком Франсиско Гойи «Допрос сыщиком в сутане» 1808 года из серии «Узники инквизиции». На нём закованный в цепи узник отворачивается от священника с крестом в руке, который «с лаской Иуды» пытается приблизиться к нему. Ещё один аналог советский искусствовед видела в неназванной литографии Оноре Домье 1834 года (умирая в нищете, Домье сам отказался перед смертью от церковного обряда). На ней гордый узник, прикованный цепью к стене, противостоит «„душеспасителю“ в судейской мантии». Пророкова подчёркивала, что вряд ли Репин видел эти работы в процессе создания картины «Перед исповедью». Общий посыл в них вызван тем, что «жандармы во Христе» одинаково возмущали всех трёх художников.
Пророкова давала совет, как следует рассматривать полотно «Перед исповедью», которое не всякий зритель сумеет выделить из музейной экспозиции: «подойдите к нему поближе, остановитесь взглядом на лице осуждённого, и перед вами предстанет камера в полный размер, а человек покажется обычного роста. Чувство монументальности было присуще Репину в огромной степени. Даётся это высокое качество долгими поисками композиции, полной пригнанностью всех частей, умением видеть картину в общем, не размениваясь на детали. Фигуры на картине настолько объёмны, что способны выдержать увеличение. Зритель вовлекается Репиным в пространство камеры и становится участником противостояния персонажей. Лицо революционера на этом полотне Пророкова считала высшим достижением художественного мастерства автора. Оно выражает внутренний мир «неумолимо стойкого, приносящего себя в жертву будущему с таким презрением к собственной жизни, с такой глубокой верой в то, что он делает поистине исполинское дело». «Перед исповедью» исследователь считала прямым дополнением к полотну «Крестный путь в Курской губернии», работа над которым шла одновременно. Именно герой первого полотна «поможет пробудиться, сбросить со своих плеч гнёт царизма» персонажам второго. Он — «красивый человек, силе и гордости которого можно поклоняться».
Кандидат филологических наук Элеонора Гомберг-Вержбинская в книге «Передвижники» (1961) отмечала, что Репин изобразил на картине «типичный момент» в жизни российского общества: не сломленный страхом смерти человек отвергает предлагаемое ему православной церковью «казённое утешение и примирение». Исследователь писала, что в результате длительного поиска художник сумел найти «пластически выразительные контрастные образы упрямо откинувшегося непреклонного революционера и недалёкого примитивного священника».
Ленинградский искусствовед Борис Сурис писал в сборнике «Замечательные полотна», что Репин страстно ненавидел самодержавный режим, посвятив революционному движению целый цикл картин, но в условиях цензуры не было никакой надежды на представление их широкой публике. Одной из картин этого цикла он назвал «Отказ от исповеди». Автор статьи охарактеризовал её так: она «воссоздаёт прекрасный образ героя-революционера, с гордым презрением отвергающего перед казнью лицемерное утешение тюремного священника».
Значительное внимание картине уделяет Дмитрий Сарабьянов в очерке об Илье Репине в IX томе (книга первая) издания «История русского искусства в 13 томах» (1969). Сарабьянов считал, что Репин не был удовлетворён столь «прямолинейной интерпретацией» ситуации в стихотворении Николая Минского. Художник попытался проникнуть в смысл конфликта, всё больше и больше углубляя психологическую трактовку главного героя. Результатом исканий Репина стало произведение невероятной выразительной силы, оставившей далеко позади свой литературный прообраз. Исследователь проанализировал рисунки к полотну, находящиеся в Пражской национальной галерее, в Третьяковской галерее и в Нижнетагильском музее изобразительных искусств. Он считал, что поиски художника шли по трём направлениям: композиция, лаконичность решения изображённой ситуации и образ главного героя. Отсюда проистекают варианты: священник изображается то в профиль, то входящим, лицо его при этом обращено к зрителю; смертник, иногда что-то говорит, иногда только смотрит на священника «с немым укором и осуждением».
Сарабьянов считал, что первые варианты замысла не позволяли зрителю сосредоточить своё внимание на герое, а автору картины — «наполнить его усилия, чтобы бросить вызов лицемерию». В результате Репин, чтобы добиться напряжённой драматургии трактовки противостояния героев, прибег «к простому, но решительному» сопоставлению персонажей, «максимально напряжённому цветовому решению». В окончательном варианте смертник находится лицом к зрителю. Жизнь его окончена, но моральная победа остаётся за ним. Революционер олицетворяет вызов «всему сытому и довольному миру, тем, кто покорно повинуется власти, тем, кто душит и властвует». На его лице художнику удалось отразить бессонные ночи, испытание камерой, многочасовые допросы, размышления человека, «верящего в правоту своего дела, в святость своего долга».
Важным в таком решении оказался свет. Тусклые его лучи просачиваются через маленькое окошко камеры и выхватывают из темноты голову и фигуру приговорённого, выявляют контур священника и крест, а одновременно «связывают двух участников этой сцены в их противостоянии». Именно свет выявляет «главный узел композиции». Каких бы то ни было дополнительных композиционных опор Дмитрий Сарабьянов не видел. Искусствовед считал важным различие: в полотнах «Арест пропагандиста» и «Не ждали» важную роль играет «режиссура действия в определённом пространстве», а зритель включается в это действие. В «Отказе от исповеди» нет, по мнению исследователя, чётко выраженного «временного начала». Всё действие сконцентрировано «в определённом моменте». Репин в этом полотне сам даёт окончательное решение конфликта, а не оставляет его на усмотрение зрителя. Эмоциональный накал, достигнутый в картине, с точки зрения Сарабьянова, соответствует «собранности чувств», которые на полотне демонстрирует революционер. Точно так же цветовое решение и живописная манера в «Отказе от исповеди» противоположны аналогам в типичных для Репина картинах.
В картине «Перед исповедью», считает Сарабьянов, Репин принципиально отказался от подробной характеристики деталей. Спектр используемых красок ограничен лишь несколькими, но их сочетание отличается необычайной выразительностью. На полотне присутствуют тёмно-серые, коричневые и синие цвета, они находятся в остром контрасте со «скупыми лучами света, падающего из окошка камеры и тускло окрашивающими предметы и фигуры действующих лиц», который представлен холодным серебряным тоном.
Дмитрий Сарабьянов в очерке об Илье Репине 1969 года, как и в статье 1952 года, обращал внимание, что на картине «Перед исповедью» присутствует «подлинная» правда о народовольце. Это борец, человек с сильной волей, «святой чистоты и честности», но он одинок, страдает и скоро погибнет. Наиболее прозрачно такая безысходность его положения, с точки зрения искусствоведа, показана художником в картине «В одиночном заключении» (1880-е годы, находится в Пражской национальной галерее). В ней уже нет героического духа «Отказа от исповеди» или «Ареста пропагандиста». Дмитрий Сарабьянов во вводной статье к альбому 1974 года, посвящённому Илье Репину, писал, что «крестьянская тема тесно связана в творчестве Репина с темой революционного движения». Если первыми работами в этом направлении были «беглые зарисовки», то «глубокое решение» оно нашло в полотнах «Арест пропагандиста», «Отказ от исповеди» и «Не ждали».
Кандидат искусствоведения Владимир Прытков отмечал, что Репин пытался преодолеть «жанровую трактовку сюжета и будничность образа революционера, стремясь к его героизации». Это позволяют увидеть этюды художника. Картина предельно лаконична и построена в форме драматического диалога. Фигура священника, который расположен спиной к зрителю и лицом к источнику света, по словам искусствоведа, «оказывается нейтрализованной». Благодаря этому внимание зрителя сконцентрировано на революционере. Он измучен ожиданием смерти, но не сломлен и поэтому отказывается от исповеди. По убеждению Прыткова, перед зрителем встаёт «героический и вместе с тем исполненный глубокого трагизма образ русского революционера рубежа 70—80-х годов». Сильное воздействие оказывает колорит картины, построенный на землисто-серых и чёрно-коричневых тонах.
Доктор философских наук Дмитрий Угринович в монографии «Искусство и религия (теоретический очерк)» (1982) утверждал, что в картине «Отказ от исповеди» показано столкновение двух взглядов на жизнь. Революционер энергичен, спокоен и уверен в себе. Он верит в своё дело и готов отдать за него жизнь. Симпатии Репина на стороне «атеиста-революционера». В творчестве художника Угринович видел антиклерикальную и антирелигиозную направленность.

### В советском искусствоведении в эпоху перестройки

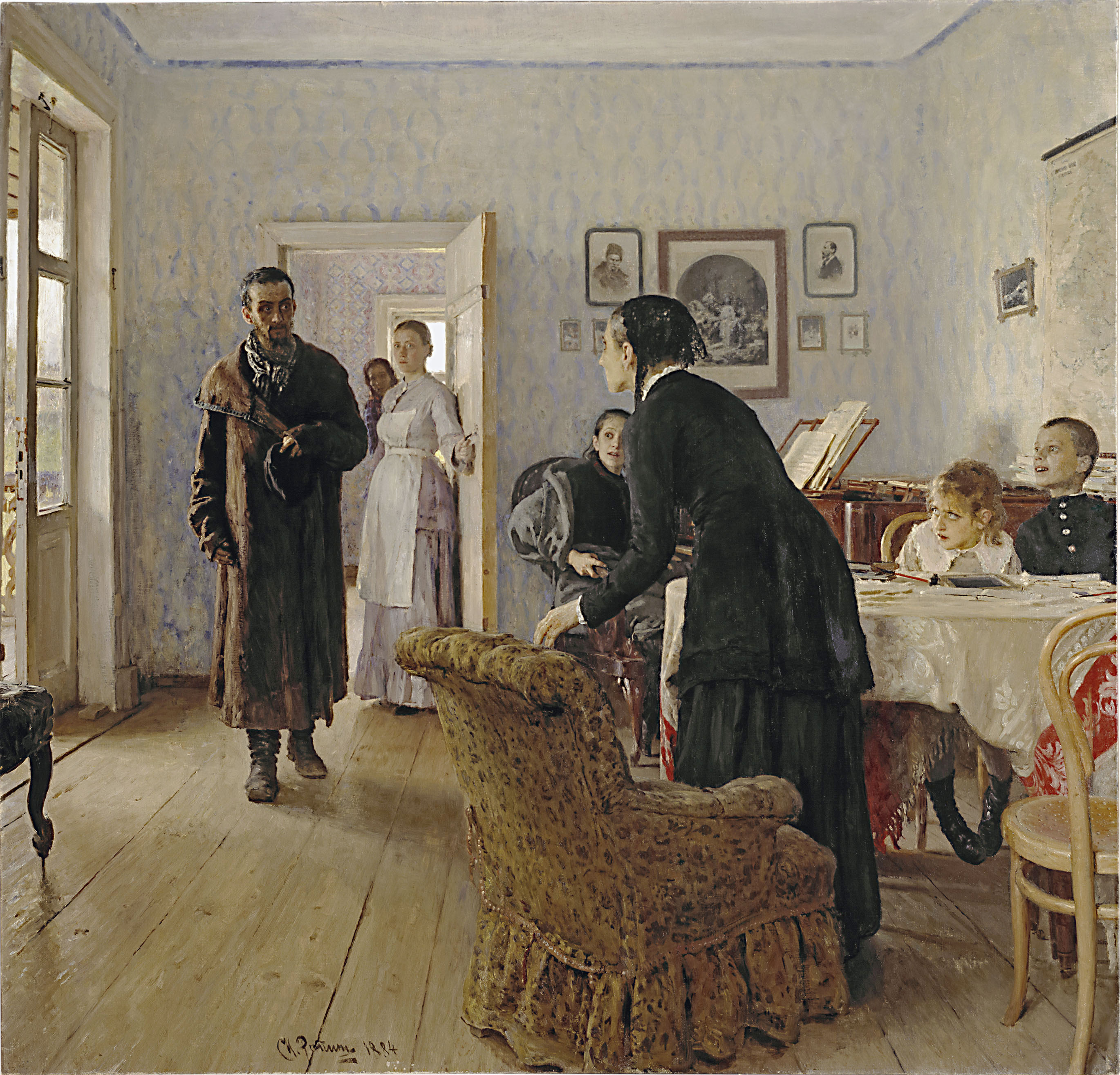
И. Е. Репин. Не ждали, 1884—1888

Доктор искусствоведения Григорий Стернин сопоставлял в монографии «Илья Ефимович Репин» две почти одновременно создававшиеся картины — «Не ждали» (1884) и «Отказ от исповеди». Он утверждал, что они способны продемонстрировать широту диапазона социально-нравственных и психологических проблем, занимавших Репина в его работе над образом революционера. В первой картине показано напряжение, воцарившееся после возвращения близкого человека с каторги или из ссылки. Это напряжение, по мнению искусствоведа, после первого же произнесённого кем-то слова должно разрядиться «обыкновенной человеческой радостью». «Отказ от исповеди» Стернин назвал одним из лучших репинских произведений. Вместо залитой светом комнаты на полотне «Не ждали» перед зрителем предстаёт тесное пространство мрачной тюремной камеры. Приговорённый, с точки зрения исследователя, уже отказался от исповеди. После этого священник и осуждённый «застыли в молчаливом поединке взглядов, сконцентрировавшем в себе трагическое величие сцены». Чёрно-коричневый колорит «гасит» какие-либо «внешние эмоции» и доводит до значения символа «ощущение суровой торжественности момента». Далее автор книги писал, что внутренний драматизм картин художника не исчерпывается острыми сюжетными ситуациями, запечатлёнными в красках, герои ещё и обращены в самих себя, поэтому полотна, подобные картине «Перед исповедью», стали «психологическим исследованием этических идеалов эпохи».
Доктор искусствоведения Алексей Фёдоров-Давыдов считал, что в процессе работы над полотном Репин ушёл от простого иллюстрирования стихотворения Минского к самостоятельному решению темы. В стихотворении, с точки зрения  искусствоведа, идёт спор священника и осуждённого, в котором приговорённый к смерти исповедует свои убеждения. У Репина же изображён безмолвный и гордый отказ от исповеди (и каких бы то ни было вообще отношений со священником). При этом жестикуляция в противостоянии заменена психологической убедительностью образов. Священник — безразлично-добродушный человек, который старательно и «туповато» исполняет свои профессиональные обязанности. В окончательном варианте художник отказался от сатирических выпадов, которые присутствовали в первых набросках. Революционер убеждён в своей правоте, непримирим и решителен, он — благородный герой. Он не просто оратор, жонглирующий революционными фразами, он — борец против старого мира. Хотя внешне он непригляден, его образ возвышен и внутренне прекрасен. В картине, с одной стороны, действующие лица являются живыми людьми, с другой стороны, они являются типичными представителями двух враждебных миров. Эффект этот достигнут за счёт пластических средств выразительности — позами персонажей, выражением их лиц.

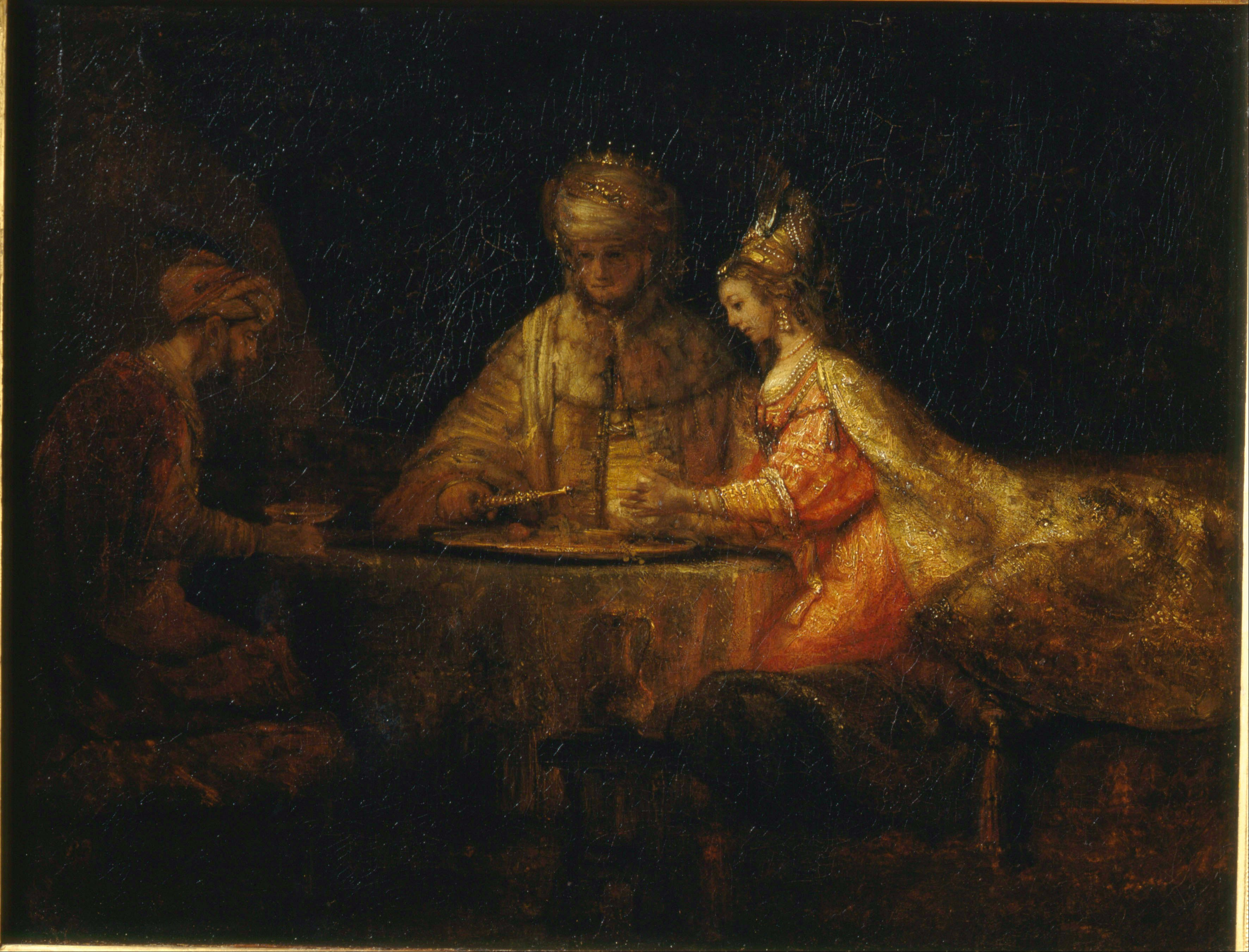
Рембрандт. Артаксеркс, Аман и Эсфирь, 1660

Особое внимание Фёдоров-Давыдов обращал на построение Репиным композиции полотна: две вертикально ориентированные фигуры с горизонтально вытянутым пространством изображения. Связь персонажей достигается обращённостью их лиц друг к другу. Диагонально расположенная койка выявляет глубину пространства камеры и этим придаёт рельефность фигурам. Свет идёт из скрытого источника. Он образует освещённое пространство между персонажами, на котором и происходит столкновение жизненных позиций. Фигуры их не равноправны. Священник предстаёт как слабо дифференцированная и неподвижная масса, его слабо различимое лицо становится лишь дополнением к основному массиву фигуры. Фигура же революционера полна энергией: «смело откинутая назад голова», «энергично засунутые в рукава» руки, взгляд, «полный презрения и решимости, глубины и благородства мысли».
Алексей Фёдоров-Давыдов указывал на монохромность гаммы тёмных тонов полотна, нюансы которых имеют спектр от коричнево-серых до чёрно-серебристых. Зритель видит (особенно в освещённой части картины) словно зеленоватую старую бронзу, которая по предположению искусствоведа должна была передать атмосферу камеры смертников и создать соответствующий эмоциональный фон разыгрывающегося действия. Истоки подобного цветового решения Фёдоров-Давыдов видел в полотнах позднего периода творчества Рембрандта.

### В 1990-е годы
Доктор искусствоведения Григорий Стернин писал в статье «Христианское и „языческое“ в творчестве Репина» (1995), что в советское время Репина воспринимали как художника, ощущавшего свою эпоху «сквозь нравственные проблемы, связанные с освободительными идеями». В частности, Стернин писал, что картина «Исповедь» (которую только так, по словам искусствоведа, называли Репин и его друзья) в 1930-е годы переименовали в «Отказ от исповеди». Это меняло смысл, вложенный в полотно самим автором: «не противоречия народнической идеологии, а загадки и странности человеческой души [в действительности] останавливали и прельщали здесь художника». Сам Стернин был убеждён, что антицерковность «Исповеди» бесспорна, но искусствовед считал, что узник готов к исповеди. Правда, в соответствии с позой и лицом смертника, а также зная содержание стихотворения Минского, следует понимать, что в такой исповеди «не будет примирения с миром и, тем более, не будет никакого раскаяния». Исповедь — не только утверждение нравственной правоты, но и «признание человеком своей личной ответственности, взгляд на свою собственную судьбу как на повеление свыше». «Полумрак одиночной камеры растворяет в себе зримые черты социальной драмы, но обнажает трагедию вольнолюбивого человеческого духа», — заключал повествование о картине Григорий Стернин.
Доктор искусствоведения Глеб Поспелов в 1991 году опубликовал большую статью «Народовольческая серия Репина» (она была переиздана в 2013 году). В ней он писал о евангельской параллели с картиной «Перед исповедью», но, по его мнению, разъясняющие детали такой параллели для современников Репина даже не требовались, так как «воображение интеллигентных зрителей» без труда обнаруживало нравственные прототипы персонажей картин художника. Поспелов отмечал, что пропагандисты из карандашных набросков Репина к его полотнам 1870-х годов отличаются некоторой инфантильностью, а герой картины «Перед исповедью» — настоящий страдалец-смертник, дух которого не был сокрушён перед скорой казнью. Исследователь отмечал, что в сознании человека времени, когда создавалась эта картина, ещё не существовало разделения между участником хождения в народ и террористом из «Народной воли». Оба они были для современника страдальцами за народное дело, отказывающимися от компромисса с государственной властью и церковью. Поспелов утверждал, что художник и его современники отождествляли этого персонажа с «человеческим идеалом». «Он растворён в излучаемом им нравственном свете», — писал искусствовед.

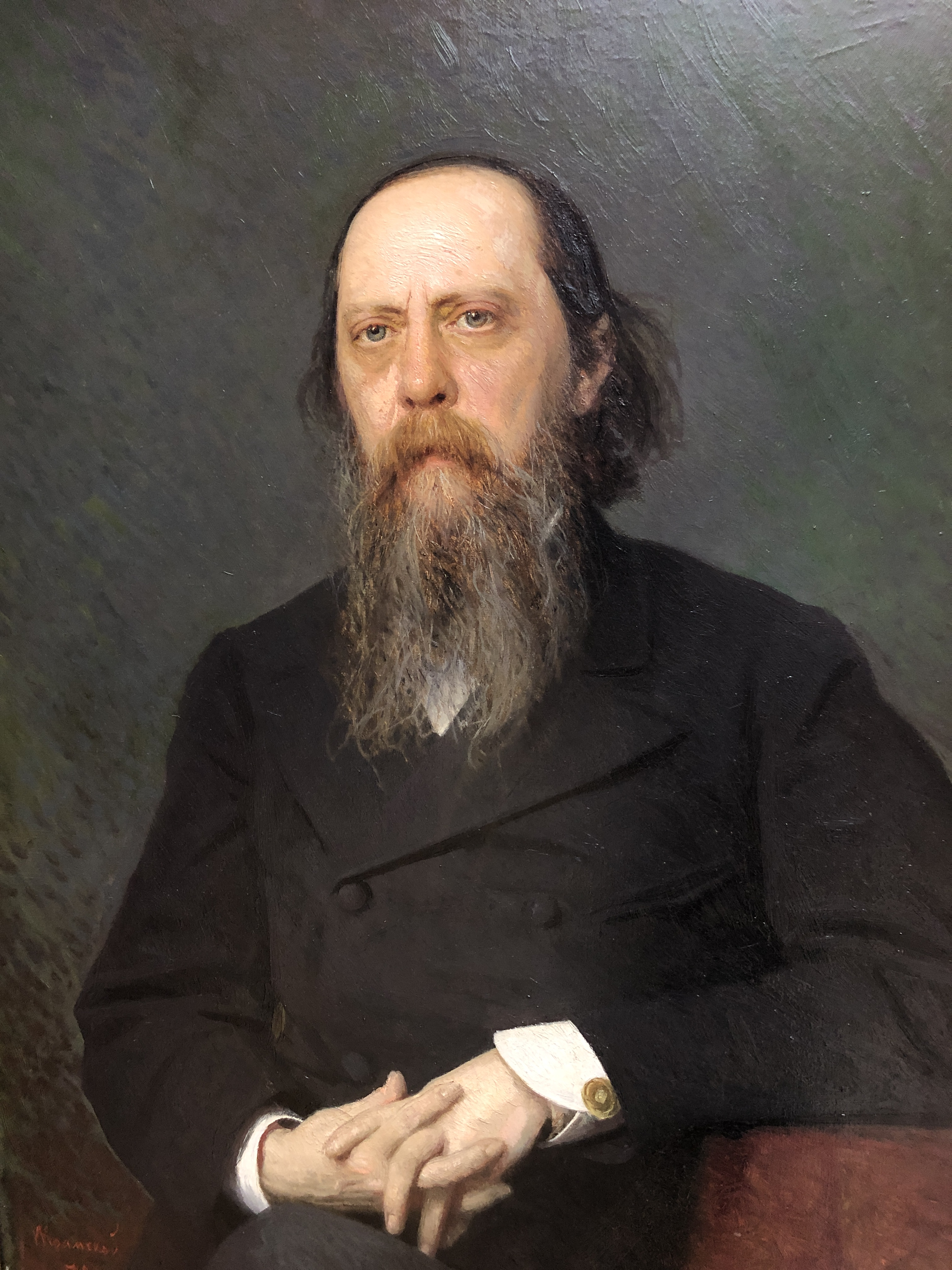
Иван Крамской. Михаил Салтыков-Щедрин, 1879 (версия из Третьяковской галереи)

Поспелов считал, что картина запечатлевает мгновенье, когда осуждённый отклоняется от протянутого ему креста. Сам революционер изображён на полотне гораздо ближе к зрителю, чем на более ранних эскизах. Исследователь также отмечал в лице смертника такие психологические оттенки, которые стали основой образов Николая Пирогова и писателя Алексея Писемского на портретах, выполненных Репиным. Если на портретах Ивана Крамского герой изображён в «ледяном страдании» (например, Михаил Салтыков-Щедрин), то страдание персонажа полотна «Перед исповедью» «горячее и „страстное“». Он — «могучая и привязанная к жизни натура». Даже темнота на картине — «не безразлично-тусклые фоновые краски», а мрак, «увиденный в угольно-чёрных или траурно-пепельных тонах». Живописен на полотне и «скупой антураж» интерьера камеры, а редкие блёстки организуют её пространство.

### В 2000-е — 2020-е годы
В статье «Религиозное сознание в поэтике русской культуры второй половины XIX века» (2007) Григорий Стернин отмечал «антиклерикальность, но никак не антирелигиозность» картины «Перед исповедью», приводя в подтверждение цитаты из книги философа Николая Бердяева «Смысл творчества. Опыт оправдания человека», созданной в 1916 году («Последние глубины всякого подлинного искусства — религиозны. Искусство религиозно в глубине самого художественного творческого акта»), и из книги профессора истории христианского искусства Владимира Вейдле «Умирание искусства. Размышление о судьбе художественного творчества», написанной в 1936/1937 годах («Художественный опыт есть в самой своей глубине опыт религиозный, потому что мир, где живёт искусство, до конца прозрачен только для религии»). В другой своей книге о Репине, изданной в 2014 году, Григорий Стернин в соавторстве с искусствоведом Еленой Кириллиной писал, что даже в последние мгновенья своей жизни узник сохранил верность революционной нравственности, но «содержание картины значительно шире, чем апология любой формы предписанной морали, шире, чем декларация особых идеологических принципов».
Старший научный сотрудник лекционного отдела Государственной Третьяковской галереи Елена Евстратова утверждала в книге «Репин» (2007), что революционер на картине «Перед исповедью» вовсе не отказывается от исповеди. Народничество, по мнению автора книги, опиралось в своей революционной деятельности на искреннюю религиозную веру и «библейские идеалы служения добру и справедливости». На лице у главного героя картины концентрированное выражение человеческого страдания, которое вызвано нравственными и физическими испытаниями, через которые он прошёл. Смысловые акценты расставлены художником с помощью ярких вспышек света в тёмной камере.
Кандидат философских наук Юлия Белоусова в монографии «Генезис образа и его функционирование в медиапространстве» рассматривает традиционный образ русского православия в отечественном изобразительном искусстве. Она отмечает, что устойчивыми составляющими его являются икона, купол храма, фигура священника и свечи. В XIX веке живопись, с точки зрения автора монографии, была частью медиапространства. Фигура священника на полотнах этого времени представляется ей двойственной. С одной стороны, он предстаёт как объект обличения за обжорство, жадность, чёрствость, пьянство, а также как олицетворение власти, лишающей человека свободы. Именно в последнем обличье, по мнению Белоусовой, предстаёт священник на картине «Перед исповедью». В некоторых же полотнах фигура священника ещё и принимает на себя ответственность за существование несправедливости, которую освящает своими таинствами.
Кандидат искусствоведения Владимир Сысоев в статье «Две версии русского социального реализма: И. Е. Репин и В. И. Иванов» (2015) писал: «Ожидание казни обнажает в герое репинской картины «Перед исповедью» психологию особого типа, выходящую за рамки обычных земных страстей и влечений, основанную на мужестве личного самообладания и чувстве гражданской ответственности за судьбы других людей». Герой осознаёт собственную правоту и стремится к «Правде высшего идеала, к лучшей, духовно живой реальности будущего». Состояние приговорённого к смерти, по мнению исследователя, характерно для современной ему конкретной исторической эпохи и даёт возможность зрителю оценить размах и силу шедшей тогда борьбы за социальную справедливость.
Сысоев писал, что в картине «Перед исповедью» большая часть «смысловой нагрузки» лежит на «внутренних излучениях образной ткани и организованных цепочках поэтических ассоциаций и выразительных умолчаний». Зритель, основываясь на них, не может признать в главном герое упорного атеиста, отвергающего церковный ритуал исходя из своих идеалов. По мнению Сысоева, изображённое Репиным беспокойство смертника связано с волнением за последствия сделанных признаний. Искусствовед видел в облике революционера «следы трудного процесса осознания Истины» и «поиск необходимого, нравственно должного решения». Только в самых первых эскизах к картине, с точки зрения Сысоева, диалог двух персонажей имел характер психологического конфликта. В окончательном же варианте диалог персонажей многозначен и глубок. «Движение красочных масс, распределение света по поверхности фигур и предметов» ведут зрителя к «поэтическому подтексту» этого полотна. Близость и освещение креста в руках, священника и лица заключенного, по мнению искусствоведа, «глубоко верующего в христианские идеалы и ценности», указывают именно на это. У Сысоева возникли аллюзии с библейскими преданиями, задающимися вопросом «Что есть Истина?».

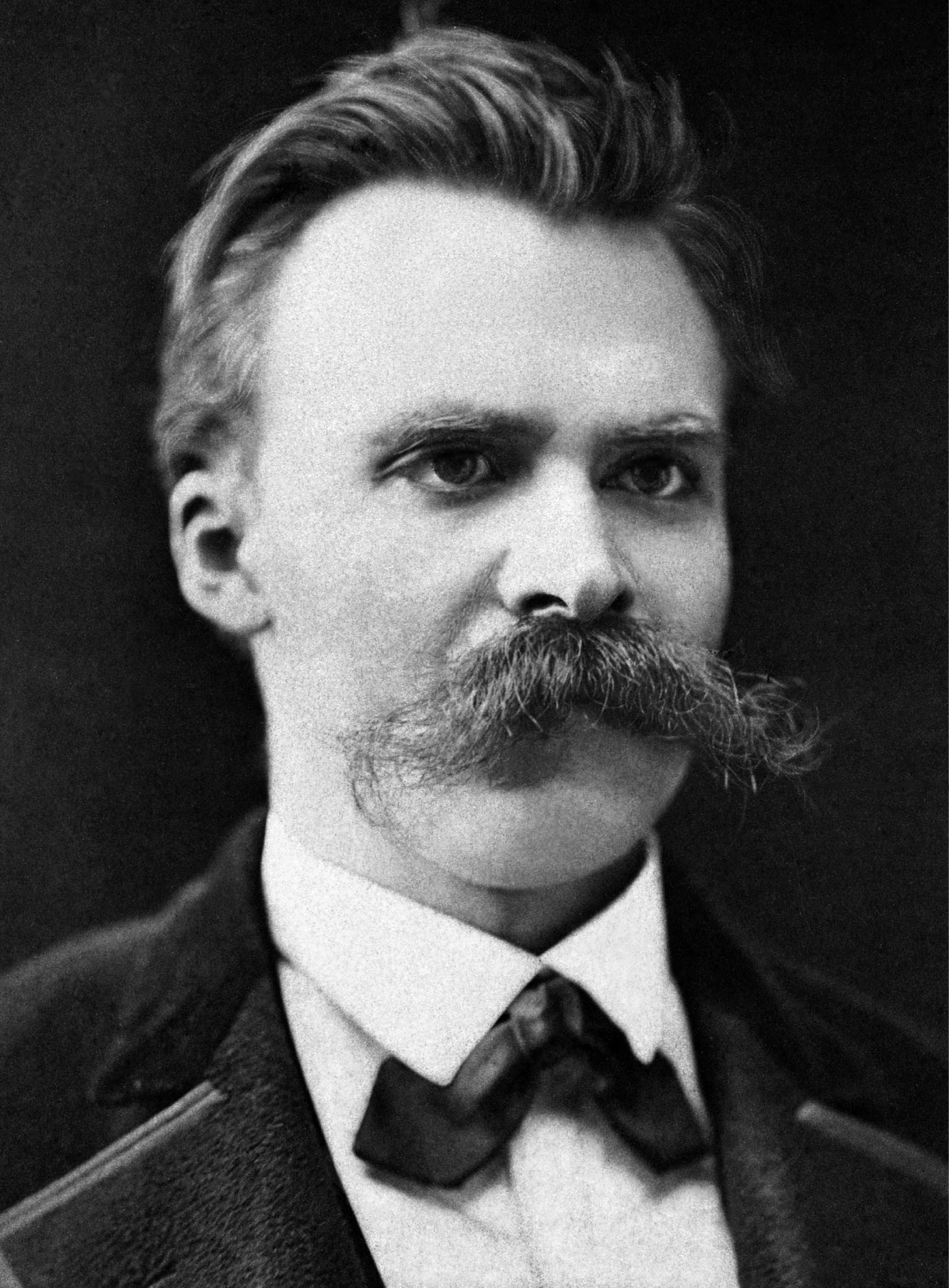
Фридрих Ницше в 1875 году

Доктор искусствоведения Александр Морозов в статье «И. Е. Репин сегодня» (2015) замечал, что принято в настоящее время считать: «революционные настроения русской интеллигенции прошлого века вобрали в себя ницшеанский культ сверхчеловека». Однако, по мнению Морозова, Репин меньше всего испытал влияние немецкого философа. В образах народников Репина нет подобного пафоса. С этим искусствовед связывал и преобладание в подобных работах русского художника изображения революционных событий по законам бытового жанра. Тем не менее картина «Перед исповедью» «внешне» близка «духу ницшеанского вызова». В то же время размер полотна всего около 50 × 60 см, а образ главного героя значительно сложнее простого «отказа» и «безоглядного самоутверждения». Революционер на картине признаёт приближение смерти и даже поражение своей «исходной идеи» — борьбы за интересы угнетённых. Он одинок и не стал своим даже для тех, ради кого жертвовал своей и чужими жизнями. Близкая трагическая развязка приводит смертника «к вызову, а не к смирению». Но отвергает он исповедь не из-за ницшеанской гордости — «оставленный „ближними“ и „своими“, он не нуждается в казённом месте чиновника духовного ведомства».
Научный сотрудник отдела живописи второй половины XX века Государственной Третьяковской галереи Тамара Кружкова в статье «Традиции И. Е. Репина в живописи Г. М. Коржева» (2015) писала, что картины «Перед исповедью» и «Не ждали» являются исследованием эстетических идеалов эпохи, отношения революционеров как к современной им жизни, так и к самим себе. Раскрывалась же художником эта тема как проблема человеческой судьбы, осуществляемая через психологические коллизии, без которых невозможно представить жизнь революционера-народника. Тамара Кружкова считала, что картины «Перед исповедью» и «Не ждали» являются исследованием эстетических идеалов эпохи, отношения революционеров как к современной им жизни, так и к самим себе.
Искусствовед Екатерина Щербакова воспринимала главного героя картины «Перед исповедью» как террориста-народовольца, отмечая, что с точки зрения революционной нравственности индивидуальный террор воспринимался как акт великого самопожертвования. Она цитировала русского религиозного философа Семёна Франка: «из великой любви к грядущему человечеству рождается великая ненависть к людям, страсть к устроению земного рая становится страстью к разрушению». Доктор педагогических наук Юлия Щербинина в книге «Злоречие: Иллюстрированная история» пишет о том, что процесс секуляризации превратил духовенство в особую разновидность «чужого», и привёл к росту антиклерикализма и атеизма. Само слово «поповщина» стало олицетворять невежество и реакционность. Революционеры считали религию «опиумом для народа», а «клир» в свою очередь воспринимал революцию как явление Антихриста. В качестве примера такого противостояния Щербинина приводит репродукции первого эскиза к картине «Перед исповедью» и самой картины.
Татьяна Юденкова отмечала важную особенность картин Репина — «непроясненность изображённого, неоднозначность психоэмоциональной реакции героев его полотен». Благодаря этому и зритель, и исследователь надолго останавливаются у его картин. В случае с картиной «Перед исповедью» неясно, изображён ли на ней революционер-нигилист или смертник, совершивший уголовное преступление. Ясности в этом вопросе не придают выражение лица, поза, фигура главного героя. Точно так же невозможно дать однозначный ответ и на другой вопрос — откажется ли приговорённый к смерти от исповеди, или нет. Искусствовед считала, что именно поэтому картина и получила нейтральное название «Перед исповедью».
Татьяна Юденкова считала, что человек XXI века видит в картине сразу несколько смысловых пластов. Картина бесспорно отражает бурные исторические события народнического движения 1870-х годов (в том числе «хождение в народ» и индивидуальный террор), которые волновали Репина как их современника. В оценке Юденковой, народники руководствовались различными убеждениями: от попытки поднять революционный бунт до следования моде или желания ознакомить «крестьян с самыми простыми и необходимыми в жизни навыками — ветеринарным делом, счетоводством, личной гигиеной, географией, историей». Хотя движение началось в 1860-е годы, широкое движение студенческой молодёжи происходило в 1870-е годы. К этому же времени относились и «массовые» судебные процессы 1870-х годов. Одновременно с историческим подтекстом Юденкова видела в полотне «надысторичность и вневременность», даже «свободу от истории». Главный герой находится накануне казни. Самоощущение, переживания, раздумья о прожитой жизни — вечные темы, волновавшие деятелей искусства не только 1880-х годов в Российской империи. Репин на протяжении всего творческого пути размышлял в своих полотнах над судьбой человека, находящегося в заключении, как в прошлом, так и в настоящем.

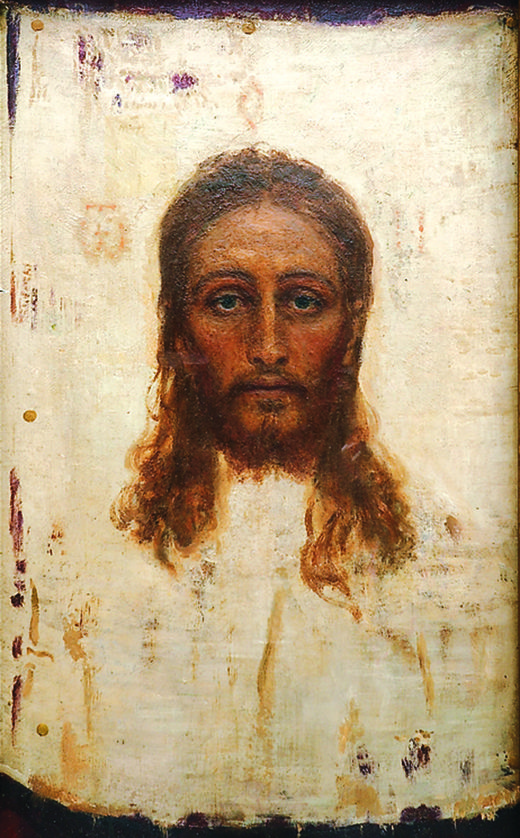
Илья Репин. Спас Нерукотворный, 1881—1882. Музей-заповедник Абрамцево

Реконструируя репинскую трактовку своего полотна, Юденкова писала, что в картине «Перед исповедью» просматривается «популярная в европейском искусстве иконография темы искушения». Но она задавалась вопросом: «искушение для кого?». С её точки зрения, допустимы три варианта:
- В роли искусителя выступает священник. Он предлагает смертнику отречься от своих взглядов, вернувшись к религии.
- В роли искусителя приговорённый к смерти, «своими дерзкими речами соблазняющий служителя церкви».
- Тема искушения, возможно, имеет имеет более широкий политический смысл и связана «с молодым и полным сил и энергии поколением, которое видело спасение в организации революционного бунта — „бессмысленного и беспощадного“, по слову А. С. Пушкина».

Татьяна Юденкова отмечала, что исследователи второй половины XX века обнаруживали скрытое присутствие евангельских образов во многих картинах Репина на сюжеты современной ему жизни. Так, в картине «Перед исповедью» видели тему «противостояния двух сил в сгущающемся мраке тюремной камеры или популярную в европейском искусстве тему искушения». Благодаря этому события начинали восприниматься в соотнесении с образом Иисуса Христа и в связи прошлого и настоящего — архетипически. В 1884 году Репин создал новый для себя образ Христа, отойдя от идеально-академического своего прежнего его прочтения. В новом образе на смену монументальности и спокойствию пришли «уязвимость, подвижность и эмоциональность, сосредоточенность на своем человеческом эго», раскрывая противоречивую душевную жизнь Иисуса, «близкую вибрациям красочных мазков на полотне, зависимых от внешнего источника освещения». Юденкова утверждала, что такой образ Христа лёг в основу многих полотен Репина более позднего времени. Этому «неврастеническому типу с тонким интеллигентным лицом», по её убеждению, близок герой картины «Перед исповедью».
Кандидат культурологии Ирина Языкова напоминала, что в советское время картина «Отказ от исповеди» часто помещалась в атеистические брошюры. Сам же её автор воспринимался чуть ли не как богоборец. Внимательный анализ творчества художника позволяет, однако, увидеть, что дело обстоит совсем по другому. В трактовке самой Языковой, речь в картине идёт о том, что многие народовольцы раскаивались в своей деятельности, уже находясь в тюрьме или перед казнью, готовы были беседовать со священником, исповедаться. «Об этом и картина. Это тоже возвращение блудного сына», — утверждала Ирина Языкова в статье «Правда жизни и правда веры. К 175-летию Ильи Репина», вышедшей в «Журнале Московской Патриархии» в 2019 году. Важными для понимания полотна исследователь считала результаты его рентгенографии в процессе реставрации картины. Выяснилось, что под этой картиной была скрыта другая — на сюжет «Поклонения младенцу Христу». Почему Репин написал «Перед исповедью» поверх полотна на этот сюжет, неизвестно. Языкова предполагала, что художник задумал ещё более сложный символический сюжет, но не осуществил его.

## Картина в культуре
Владимиру Аристову — доктору физико-математических наук и поэту-метареалисту, лауреату «Премии Андрея Белого», принадлежит стихотворение «„Отказ от исповеди“ — картина Репина…», созданное в 2014 году. Сюжет — подлинник картины Репина уносят в запасники, где ставят лицом к стене, а его место занимает копия, написанная лучшими специалистами по копированию живописных полотен. Стихотворение было опубликовано в 2015 году в сборнике «По нашему миру с тетрадью. Простодушные стихи».
Карельский советский художник Александр Семяшкин написал в 1957 году картину «В. И. Ленин в Третьяковской галерее» (холст, масло, размер — 97 × 88 см, Музей изобразительных искусств Республики Карелия, Петрозаводск, инв. ЖК-46). На этой картине Ленин внимательно рассматривает картину Репина «Перед исповедью». За его спиной с левой стороны от неё виднеется другое полотно Репина — «Не ждали». В следующем зале на заднем плане полотна Семяшкина у картины Василия Сурикова «Боярыня Морозова» стоят другие персонажи картины — опирающийся на костыль пожилой мужчина и старая женщина. Картина Александра Семяшкина много раз издавалась в виде почтовой открытки. В частности, такие открытки вышли в 1958 году (бумага, печать типографская, размер — 14,8 × 10,6 см, Москва, номер в Госкаталоге — 51185897, номер по КП (ГИК) — МННГУЭКП 742 / 8, Музей ННГУ имени Н. И. Лобачевского — структурное подразделение ФГАОУ ВО «Национальный исследовательский Нижегородский государственный университет имени Н. И. Лобачевского»). В коллекции Музея изобразительных искусств Республики Карелия также находится фотоплёнка, запечатлевшая Семяшкина за созданием этого полотна. В 1959 году художник был награждён медалью «За трудовое отличие» за ряд своих полотен, в том числе и за это произведение.
Научный сотрудник отдела живописи второй половины XX века Государственной Третьяковской галереи Тамара Кружкова считает, что в эскизе советского и российского художника Гелия Коржева к картине «Мать» (1962, находится в частном собрании) «проработка образа» имеет близкое сходство с картиной Репина «Перед исповедью». Это сходство заметно в применении пастозной техники живописи и в драматических контрастных светотеневых моделировках.
Достаточно часто картина «Перед исповедью» используется в учебных пособиях для средней общеобразовательной школы и вузов в качестве иллюстрации к абстрактным понятиям, а также к характерным для Российской империи во второй половине XIX века или современной Российской Федерации явлениям. В частности, в учебнике доктора философских наук Виталия Кафтана «Противодействие терроризму» (2024) картина «Перед исповедью» иллюстрирует идею, что терроризм является продуктом общественных отношений, и характеристику, даваемую личности террориста: «совмещает в себе несовместимое — светлый идеализм и примитивную жестокость, высоту помыслов и узколобость, характерную для людей, погрязших в преступлениях». Коллектив авторов вузовского учебника «Право и история художественной культуры» (2017) по специальности «Юриспруденция» отмечает лаконичность формы композиции картины, которая построена в форме драматического диалога, скупость живописных средств, которыми создана атмосфера подземелья: господствует сумрак, слабо мерцает лунный свет, освещающий лицо узника. Достоинство узника противопоставлено осторожности священника, так как тот знает, что от революционера-народника он не дождётся покаяния. Картина, как считают авторы учебника, оказывает на зрителя сильное эмоциональное воздействие.
В учебнике «Литература» (2011) для средних профессиональных заведений картина приводится как иллюстрация к рассказывающему о творчестве Леонида Андреева тексту: «Ни одна спасительная революционная теория не убеждала в том, что гармония победит хаос в душах и мире. Страдая от своего неверия в Бога, Андреев отвергает религиозный путь спасения. При этом его произведения полны сострадания человеку, который, образно говоря, падает в бездну и пытается ухватиться хотя бы за что-нибудь». Также, полотно оказывается в списке наиболее ярких произведений русского изобразительного искусства второй половины XIX века. В таком качестве оно присутствует в учебнике «История России 1861—1917 гг. Учебник для академического бакалавриата». По словам автора учебника — доктора исторических наук Владимира Фёдорова, картина, как и некоторые другие работы Репина, ярко изображает образ революционера-народника.

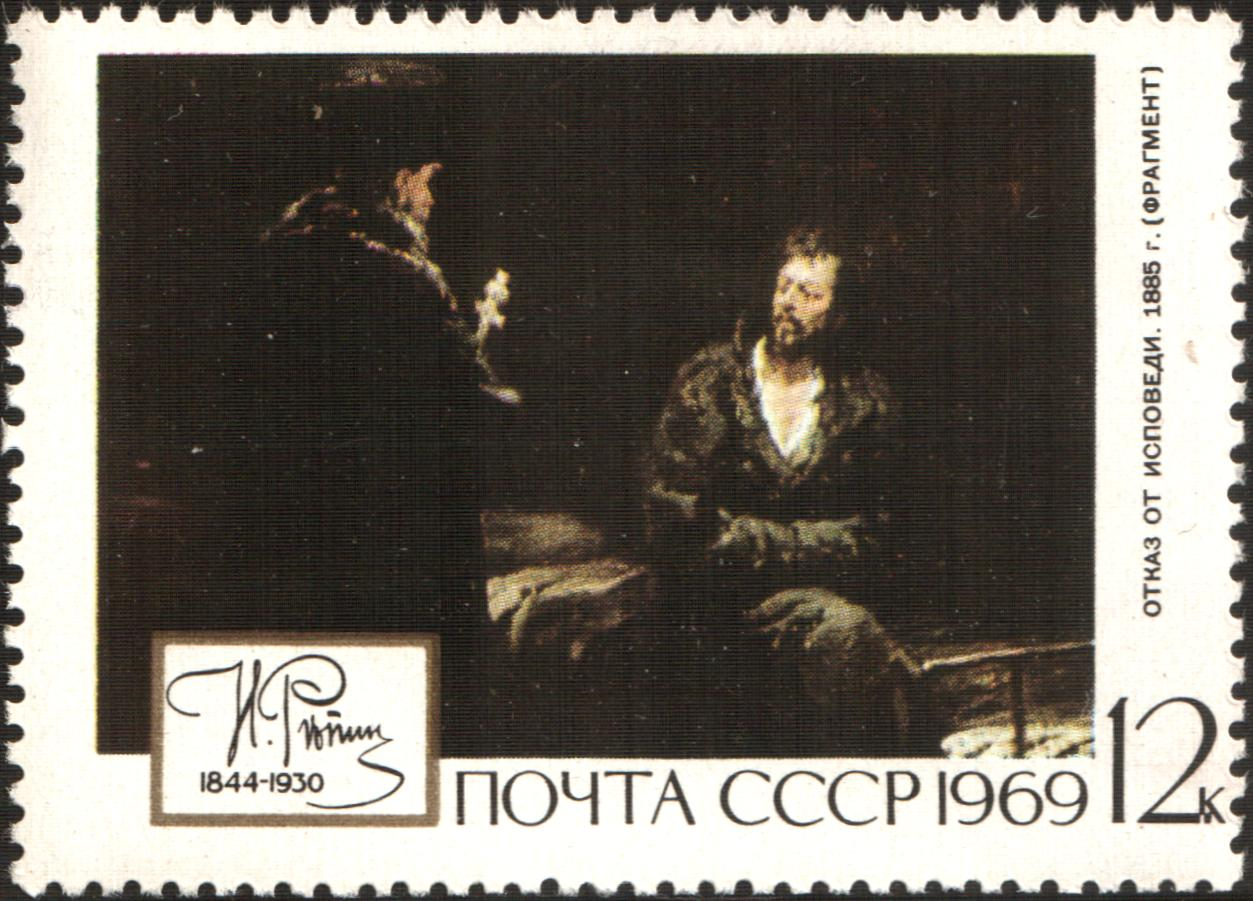
Почтовая марка СССР, выпущенная в 1969 году (с фрагментом картины)

В августе 1969 года в СССР была выпущена почтовая марка «Отказ от исповеди» (репродуцирован только фрагмент картины) в серии из пяти марок «125-летие со дня рождения И. Е. Репина (1844—1930)» (также в неё вошли «Бурлаки на Волге» (фрагмент картины), «Не ждали» (также фрагмент полотна), «Автопортрет Репина», «Запорожцы пишут письмо турецкому султану» (на марке изображён опять же только фрагмент картины Репина)). В «Каталоге почтовых марок СССР. 1918—1980. Ред. М. И. Спивак» эта многоцветная марка находится под номером 3781, указано, что она стоила 12 копеек, печать — офсетная, бумага — мелованная, тип перфорации — гребенчатая, зубцовка — 12 ½ : 12, в качестве автора оформления указан Валерий Пименов. Марка была выпущена тиражом 4 500 000 экземпляров. На ней за пределами живописного поля находятся надписи «Отказ от исповеди. 1885 г. (фрагмент)» и «Почта СССР 1969», поверх левого нижнего живописного поля имеется вензель с надписью в две строки «И. Репин 1844—1930».
Репродукция картины «Перед исповедью» неоднократно размещалась также на открытых письмах. Например, в московском Музее «Садовое кольцо» хранится открытое письмо, отпечатанное в начале XX века в Российской империи (бумага, чёрно-белая печать, размер — 13,5 × 8,8 см, номер в Госкаталоге — 27989074, номер по КП (ГИК) — СК КП-944, инв. ОТ-94). Фотооткрытка 1956 года входит в набор «И. Е. Репин». Её оборотная сторона не имеет помет или надписей. Материал и техника — фотобумага глянцевая, фототипия, размер — 9,8 × 14,0 см, номер в Госкаталоге — 26813624, номер по КП (ГИК) — ГМЗМБ КП-6612/15, инв. О-1106. Один из экземпляров данной открытки находится в коллекции Государственного мемориального музея-заповедника Д. И. Менделеева и А. А. Блока.